# Картографія
Картогра́фія (англ. cartography; нім. Kartografie f, Kartenlehre f; від дав.-гр. χάρτης — «папір з папірусу» і дав.-гр. γράφειν «малювати, писати») — наука про дослідження, моделювання та відображення просторового розташування, взаємозв'язки об'єктів, явищ природи і суспільства, охоплює вивчення, створення і практичне використання карт, технологію виробництва і виробничу діяльність. Картографія досліджує способи зображення сферичної поверхні, насамперед Земної, на плоскій (наприклад, аркуші паперу), для чого розробляється теорія картографічних проєкцій[⇨]. Об'єктами картографії є Земля, небесні тіла, зоряне небо, Всесвіт загалом. Найпоширенішими картографічними творами є образно-знакові моделі простору (плоскі, рельєфні та об'ємні карти, глобуси), які можуть бути представлені на твердих, плоских або об'ємних друкованих матеріалах (папір, пластик), або у вигляді електронного зображення на моніторах та проєкційних поверхнях[⇨]. Вони допомагають людям орієнтуватися на території, наочно передають вигляд певної території, місцерозташування та просторові характеристики об'єктів на ній, поширення природних та соціальних явищ. Складовими частинами структури сучасної картографії є картознавство[⇨], математична[⇨], географічна[⇨] і цифрова картографія[⇨], картометрія[⇨], складання та редагування карт, видання карт і атласів[⇨], організація й економіка картографічного виробництва.

## Історія

### Прадавня
Свої витоки географічні карти беруть від стежок, протоптаних тваринами та первісними людьми на обжитій місцевості. Найдавніші зображення земної поверхні відноситься до сивої давнини, перші схеми місцевості відомі навіть у племен, які не мали писемності. Про це свідчить, наприклад, те, що у народів, які не мали писемності на момент зустрічі з європейцями, були досить розвинені картографічні навички. Мандрівники, розпитували інуїтів Північної Америки про розташування навколишніх островів і берегів і отримували від них виразні описи, у вигляді карт, намальованих на шматочках кори, на піску або на папері. Полінезійці створювали з бамбукових паличок, листя кокосової пальми і мушель каурі навігаційні карти, на яких зображували шляхи між островами архіпелагів, морські течії і зони мертвої зиби. До найдавніших карт відносять петрогліфи Валькамоніки в Італії бронзової доби (4 тис. років до н. е.). Можливо, найдавнішим планом міста, картою довколишньої місцевості та ілюстрацією виверження вулкана є малюнок з Чатал-Гуюка в Туреччинні (8 тис. років до н. е.). Ймовірно, малюнок на бивні мамонта (аналог різьбленню граветської культури з Павловської стоянки в Чехії), знайдений на Межиріцькій стоянці (близько середини 15 тис. років до н. е.) є найдавнішою картосхемою в Східній Європі. Відомо близько 10 картографічних зображень первісних часів, знайдених на території України.
До найдавніших карт, що збереглися до нашого часу відносяться:
- Шумерська теракотова табличка (2100 р. до н. е.), де вказано ділянки оброблюваних земель, що належали місту Умма[9].
- Давньоєгипетська Туринська папірусна карта (ХІІ століття до н. е.) однієї з долин неподалік Нілу. Найдавніша карта на папері.
- Вавилонська карта світу (кінець VIII — початок VII століття до н. е.).

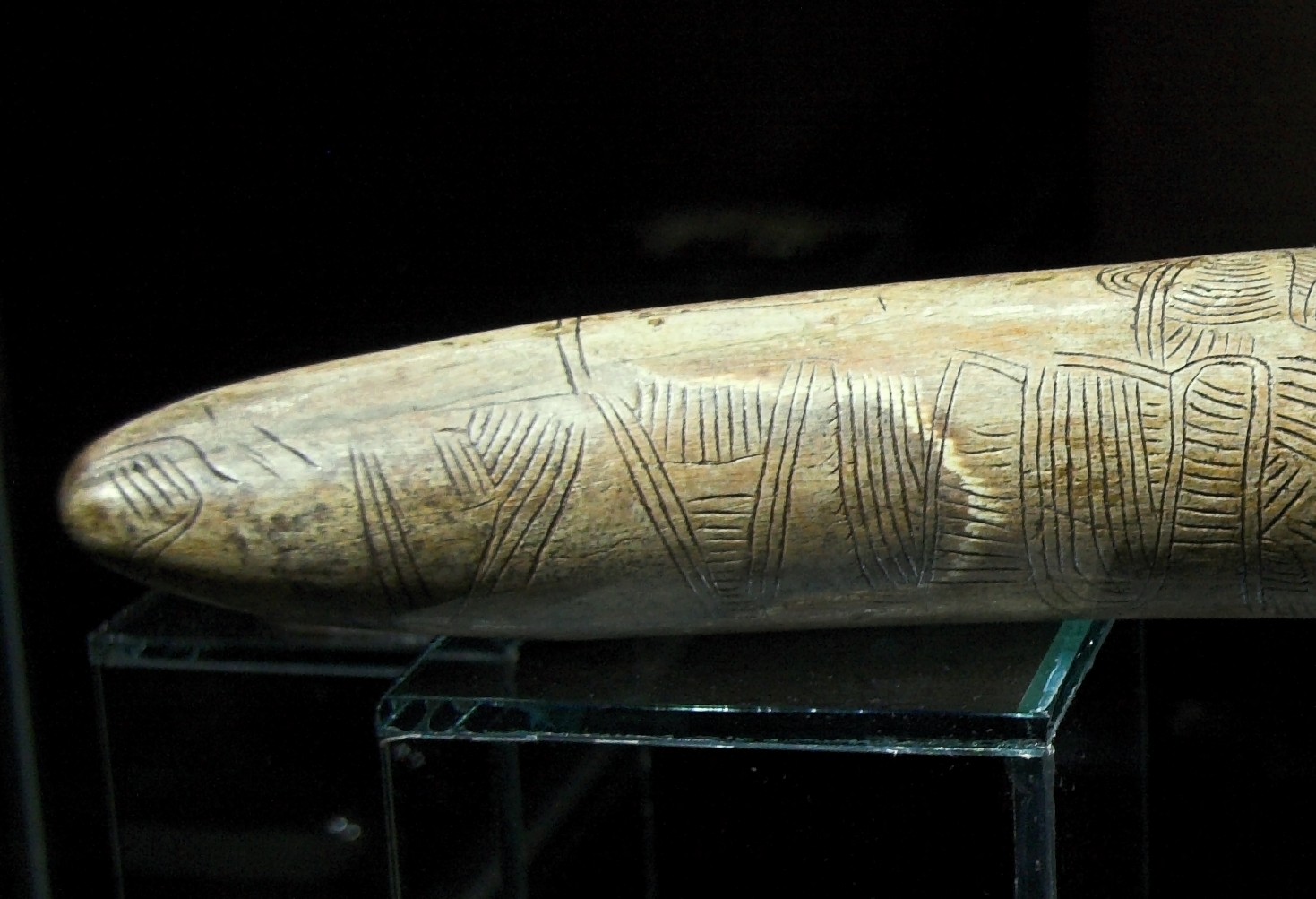
Ймовірна карта на бивені мамута, Павлово, Чехія, 25 тис. років до н. е.
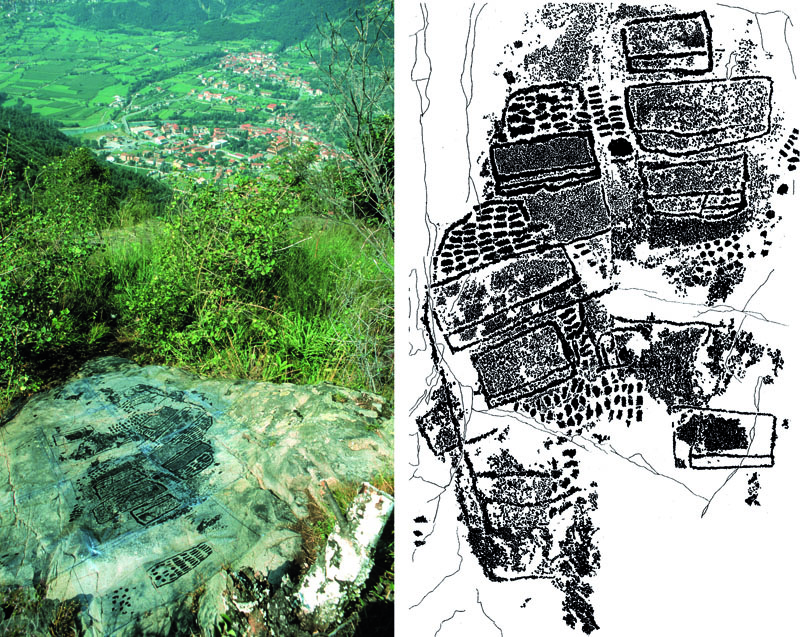
Наскельна карта, Валькамоніка, Італія, 4 тис. до н. е.
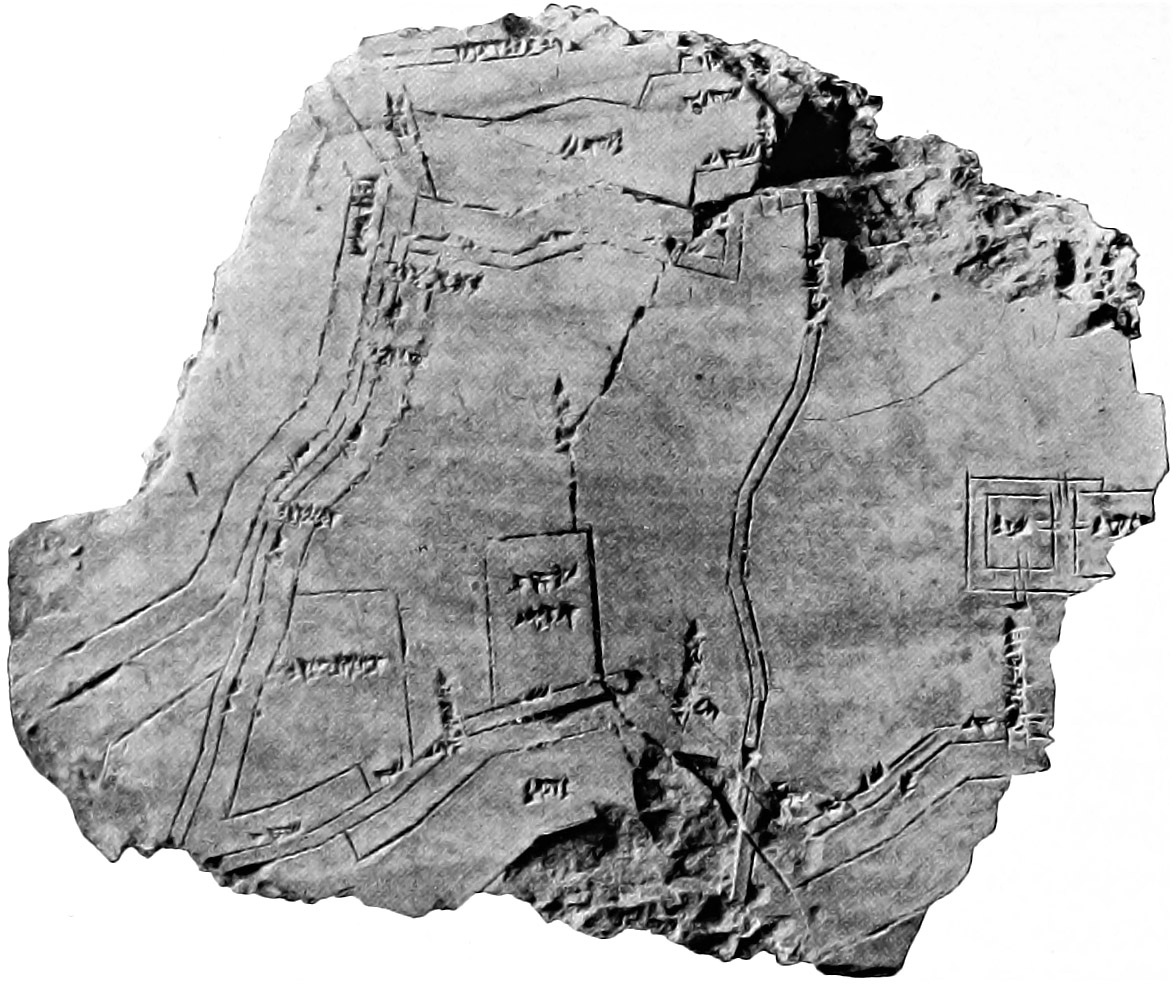
Глиняна табличка з картою Ніппуру, 1400 рік до н. е.
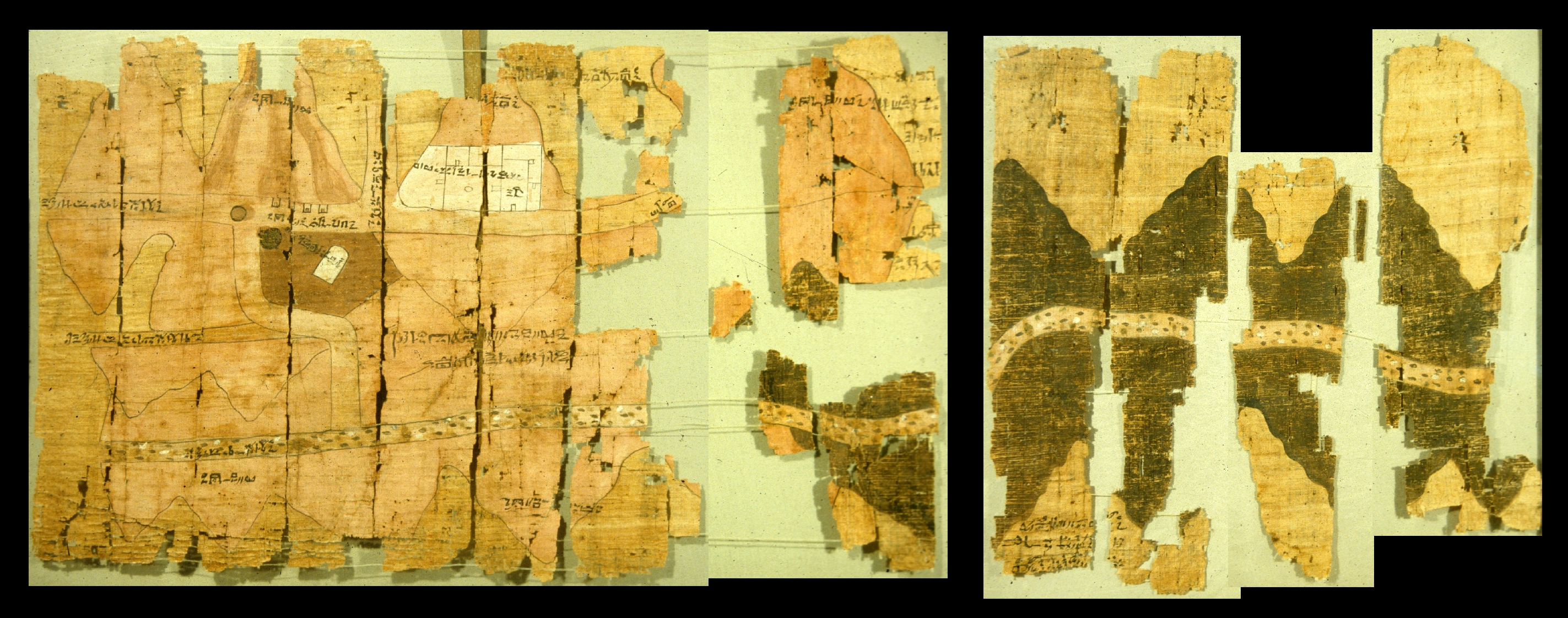
Туринська карта на папірусі, ХІІ століття до н. е.
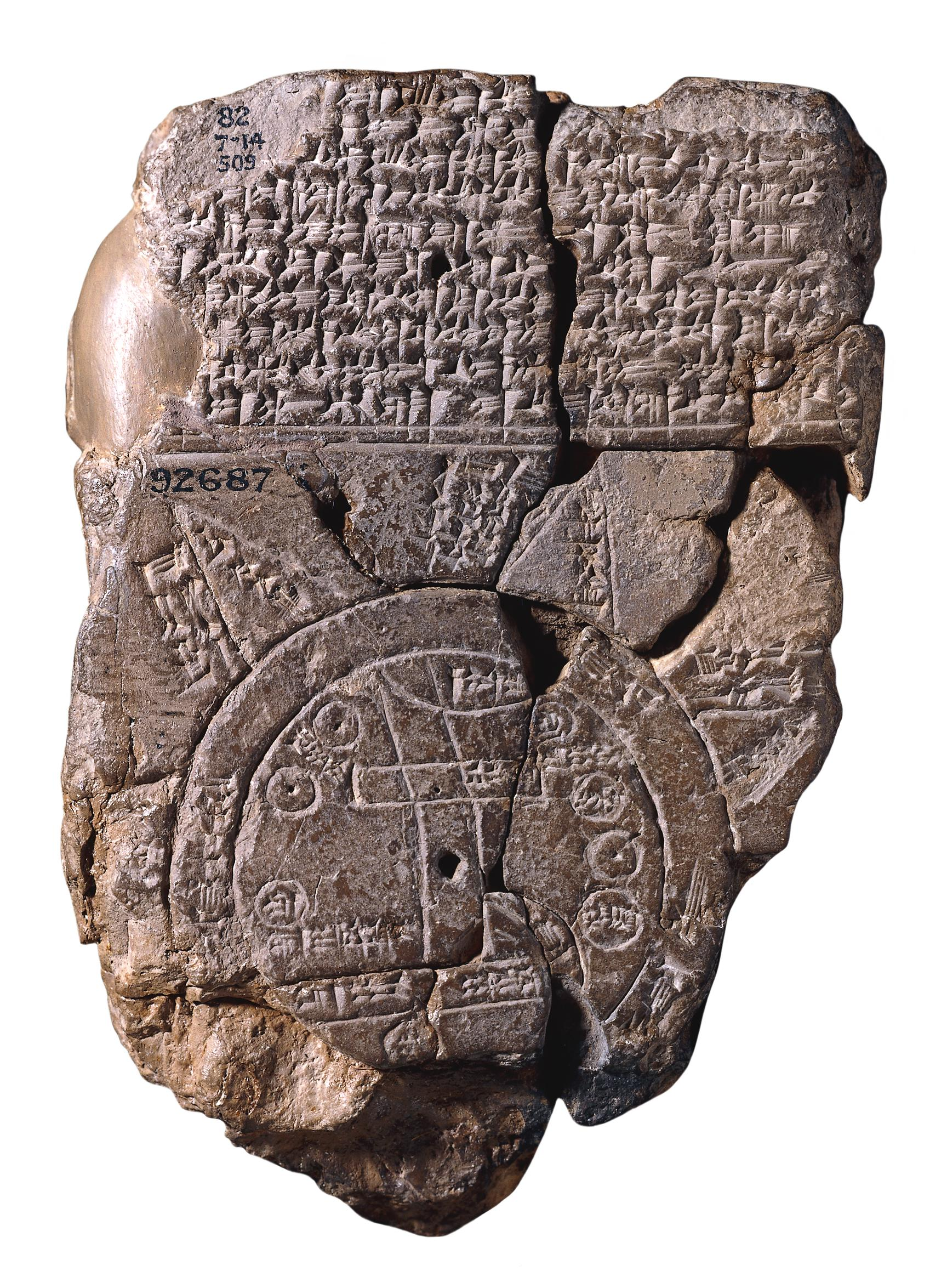
Вавилонська карта світу, VII століття до н. е.
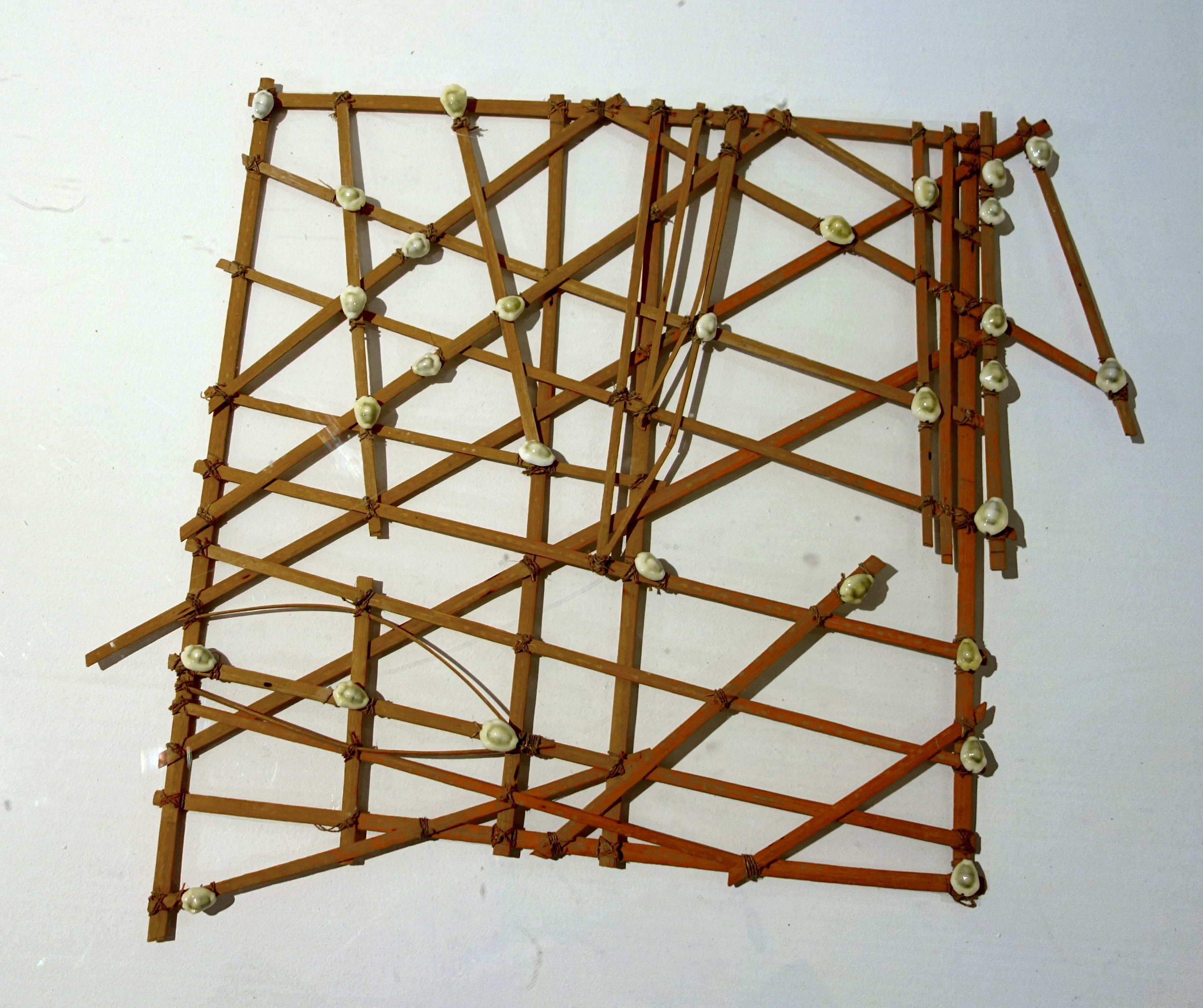
Полінезійська навігаційна карта

### Давня
Наукове підґрунття картографія отримала за часів розквіту класичної давньогрецької цивілізації та подальшого елліністичного періоду, коли завоювання Александра Македонського поставили невідкладні практичні завдання державного управління величезними територіями. До тої пори серед стародавніх греків не існувало єдиної теорії щодо форми Землі. Так філософи мілетської школи (VI століття до н. е.) вважали Землю диском або чотирикутником, Анаксимандр вважав циліндром. У часи Геродота вже формувались поняття про кліматичні пояси. Давньогрецький географ Ератосфен Кіренський (близько 275—194 роки до н. е.) не тільки виміряв довжину земного меридіана (250 000 стадій) і обчислив радіус Землі (40 000 стадій), але й увів поняття «паралелей» та «меридіанів», довільно наніс їх на укладену ним карту заселених земель — «ойкумену». Цією картою користувались 4 століття — до кінця І століття. Гіппарх розвинув вчення про широти й довготи, розробив перші картографічні проєкції. До наших днів дійшло багато копій 27 карт давньогрецького вченого Клавдія Птолемея (близько 90—160 н. е.) з еллінізованого єгипетського міста Александрія, які він додав до своєї наукової праці «Географія». У ній він описав методику укладання карт, перелічив близько 8 тис. назв різних об'єктів відомої йому місцевості, в тому числі кілька сотень із географічними координатами, визначених за Сонцем і зірками. Хоча серед істориків картографії існує думка, що Птолемей не складав карт, це вперше зробили за його матеріалами тільки візантійці в XIII—XIV століттях. Птолемей також уперше використав сітку меридіанів і паралелей, яка мало чим відрізнялася від сучасної. Птолемей визначав картографію, як 
|  | Лінійне зображення всієї відомої донині частини Землі з усім що до неї відноситься. |

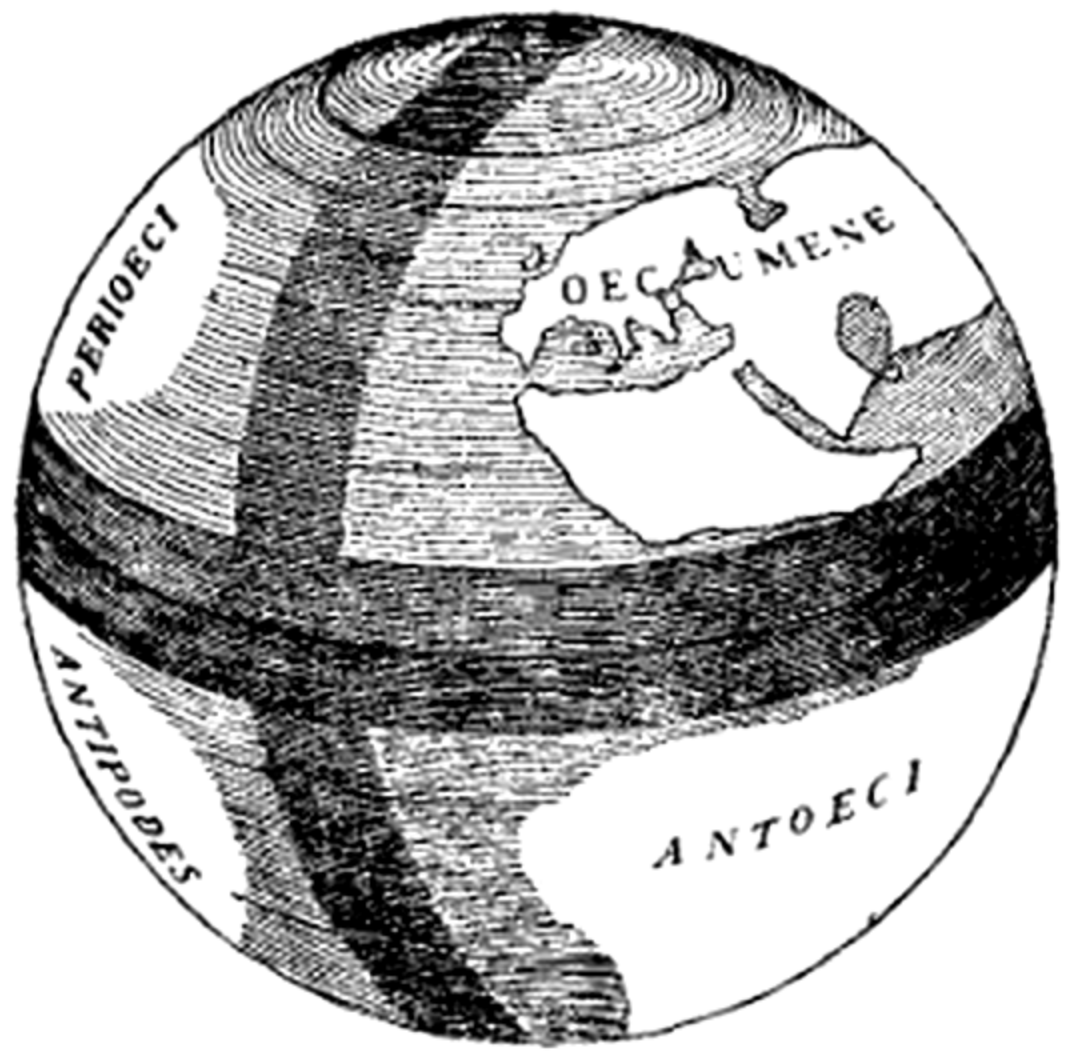
Глобус Кратеса, 168 рік до н. е.
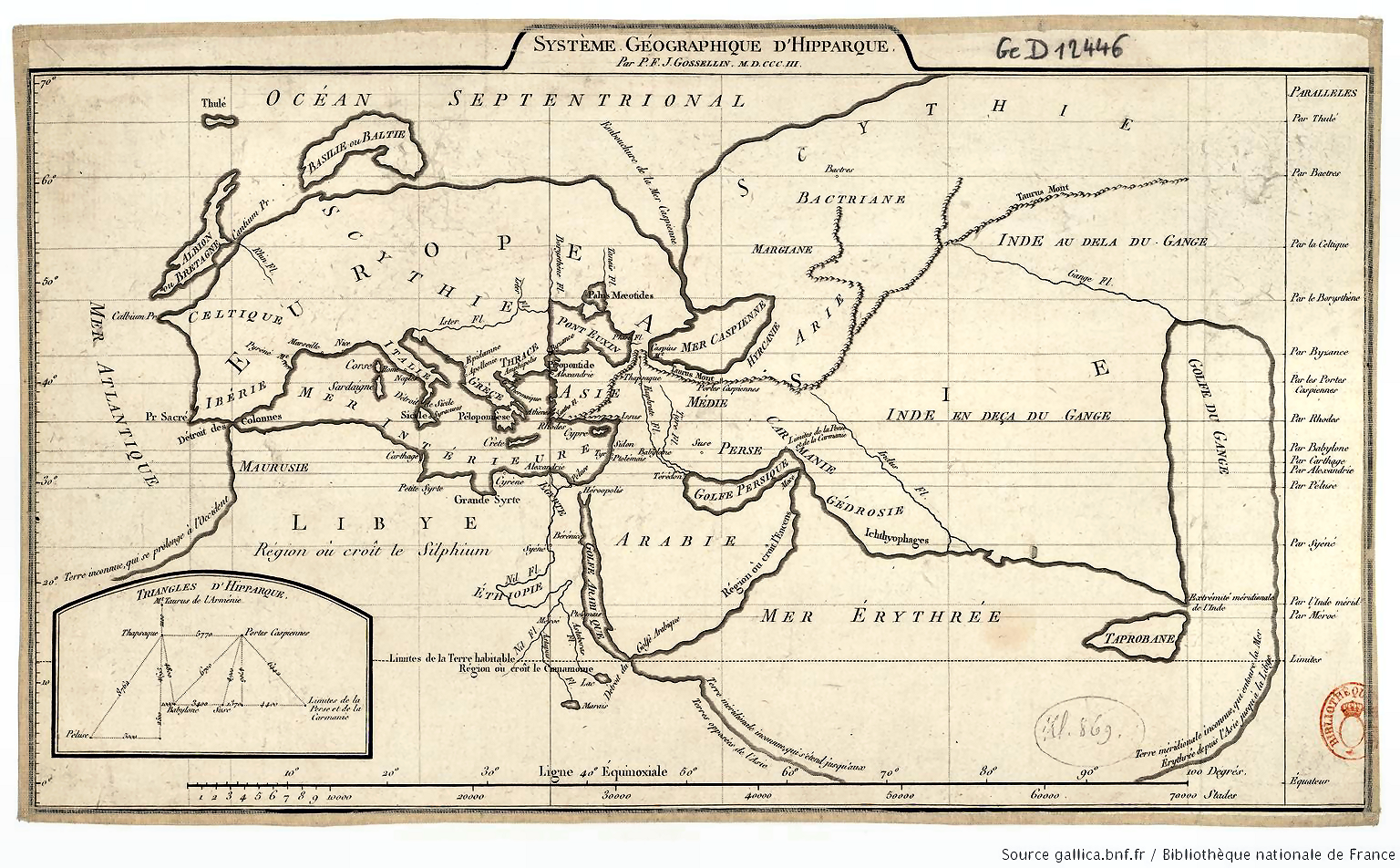
Карта Ойкумени за уявленнями Гіппарха
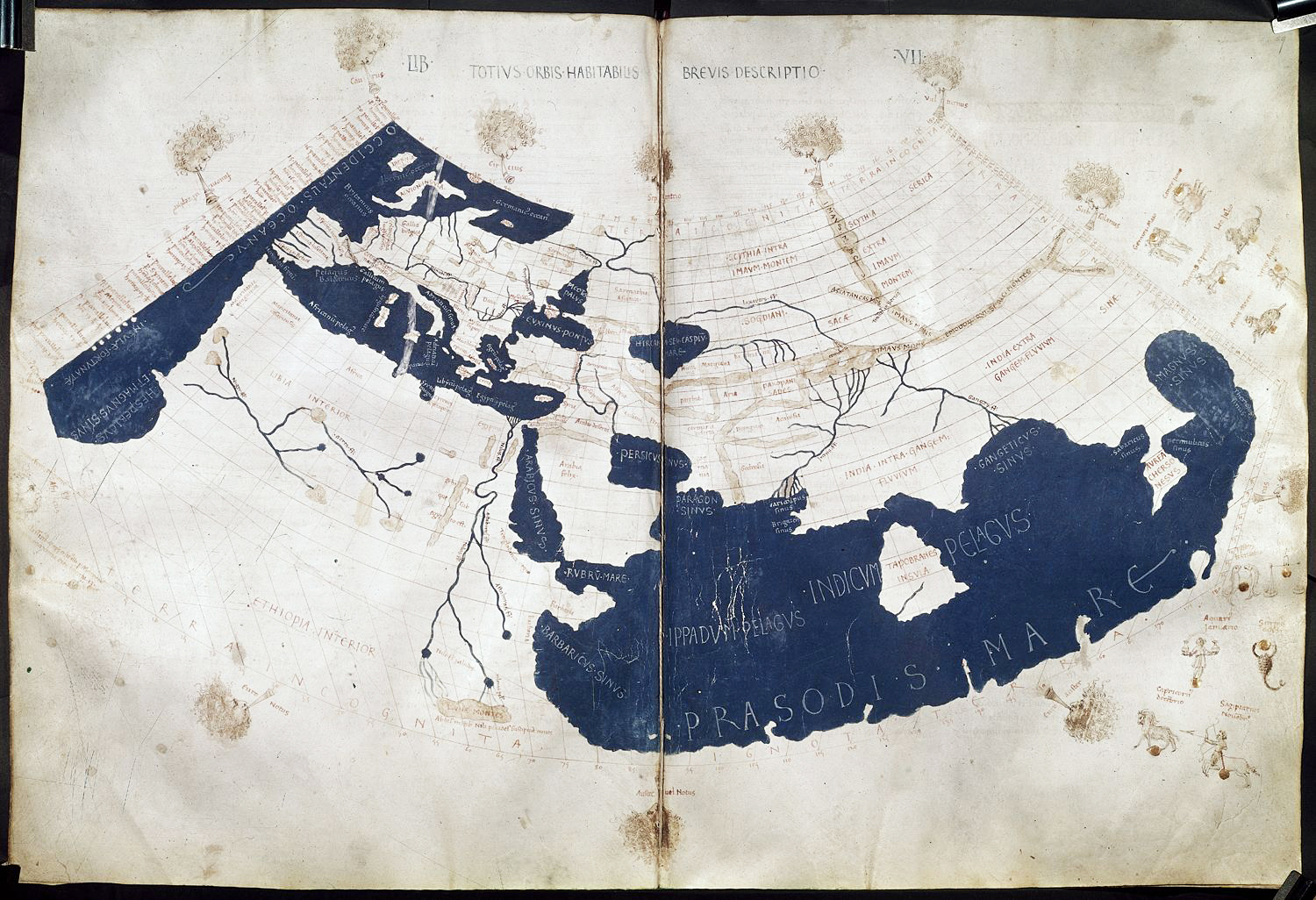
Карта Оймкумени Клавдія Птолемея з праці XV століття
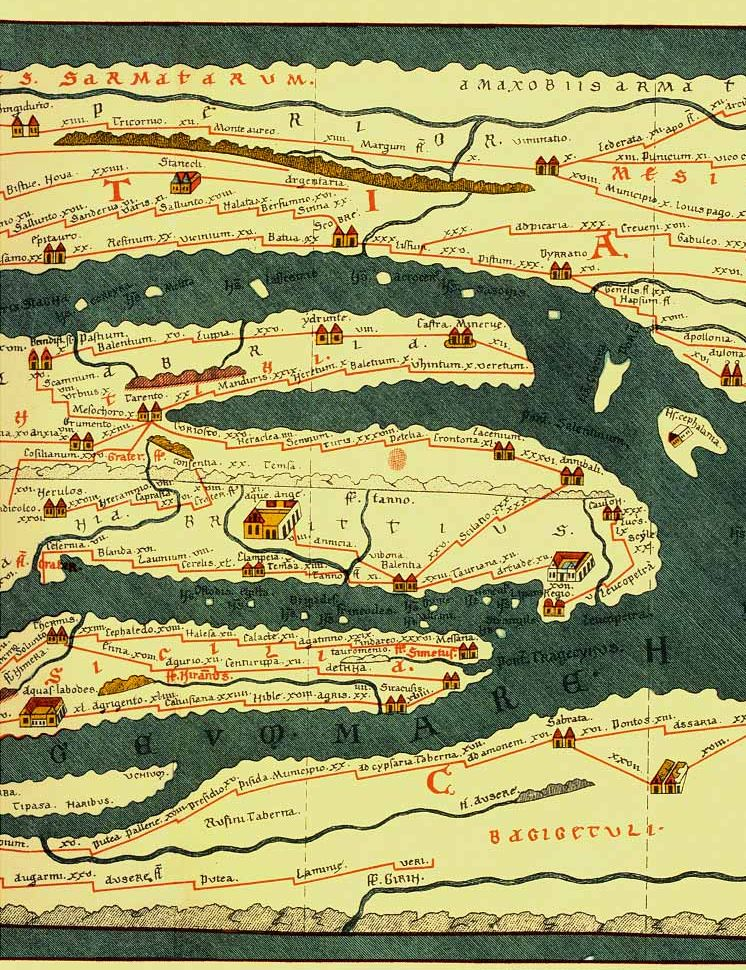
Частина давньоримської Пейтингерової таблиці, середньовічна копія
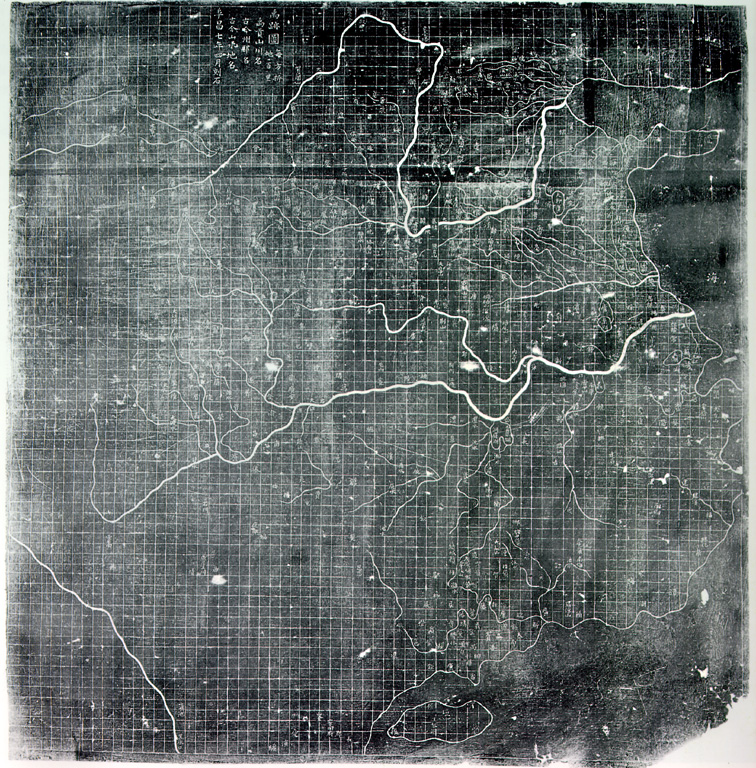
Китайська карта на камені із сіткою у 100 лі, 1137 рік

Засновником китайської картографії вважається державний службовець і картограф часів династії Вей Пей Сю (III століття), хоча топографічні знімання в Китаї проводились ще за тисячу років до нашої ери. Він склав найдавніший відомий географічний атлас у світі — «Зображення територій землі з „Діянь Юя“», що складався з 18 аркушів і був включений до 35-томного видання «Книги Цзинь».

### Середньовічна
Із занепадом давньогрецької і давньоримської культур у Європі відбувається і занепад картографії. Її значення звужується до практичних потреб каботажного судноплавства за перемальованими античними творами, відображення земель невеликих територій за часів феодальної роздрібненості. У космології панує християнська релігійна думка. І хоча давньогрецькі уявлення про земну сферу (глобус Кратеса) залишаються символом регалій імператорів і королів у вигляді «держави» серед християнських мислителів тих часів з'являються концепції будови Всесвіту у вигляді скрині (Козьма Індикоплов); багатошарової будови сфери, де яруси під диском земної поверхні віднесені до 9 кіл пекла, а над хмарами — до такої ж кількості небес раю («Божественна комедія» Данте). Набули поширення так звані Т-О карти (від лат. Orbis terrae — «земна куля»), на яких поверхня Землі зображувалася у вигляді дископодібного суходолу, оточеного Світовим океаном (О). Суша зображувалася розділеною т-подібними водами (Т) на три частини світу (Європа, Азія та Африка). Європу від Африки відділяло Середземне море, Африку від Азії річка Ніл, а Європу від Азії річка Дон. Напрацювання давньогрецьких вчених через візантійське надбання зберегли і примножили в Арабському халіфаті. Араби вдосконалили птолемеївський метод визначення широт, використовуючи спостереження за зорями замість Сонця, що підвищило точність вимірювань. 1154 року світ побачив атлас «Книга Рожера» арабського географа Мухаммада аль-Ідрісі, що працював при дворі сицилійського короля Рожера II. Значний внесок до картографії зробили італійські мореплавці, що запровадили використання компасів і винайшли компасну розу, укладали морські навігаційні карти — портолани (найдавніша датується 1296 роком). До найкращих зразків картографічного мистецтва доколумбової епохи відноситься венеційська карта Фра Мавро (1459 рік).

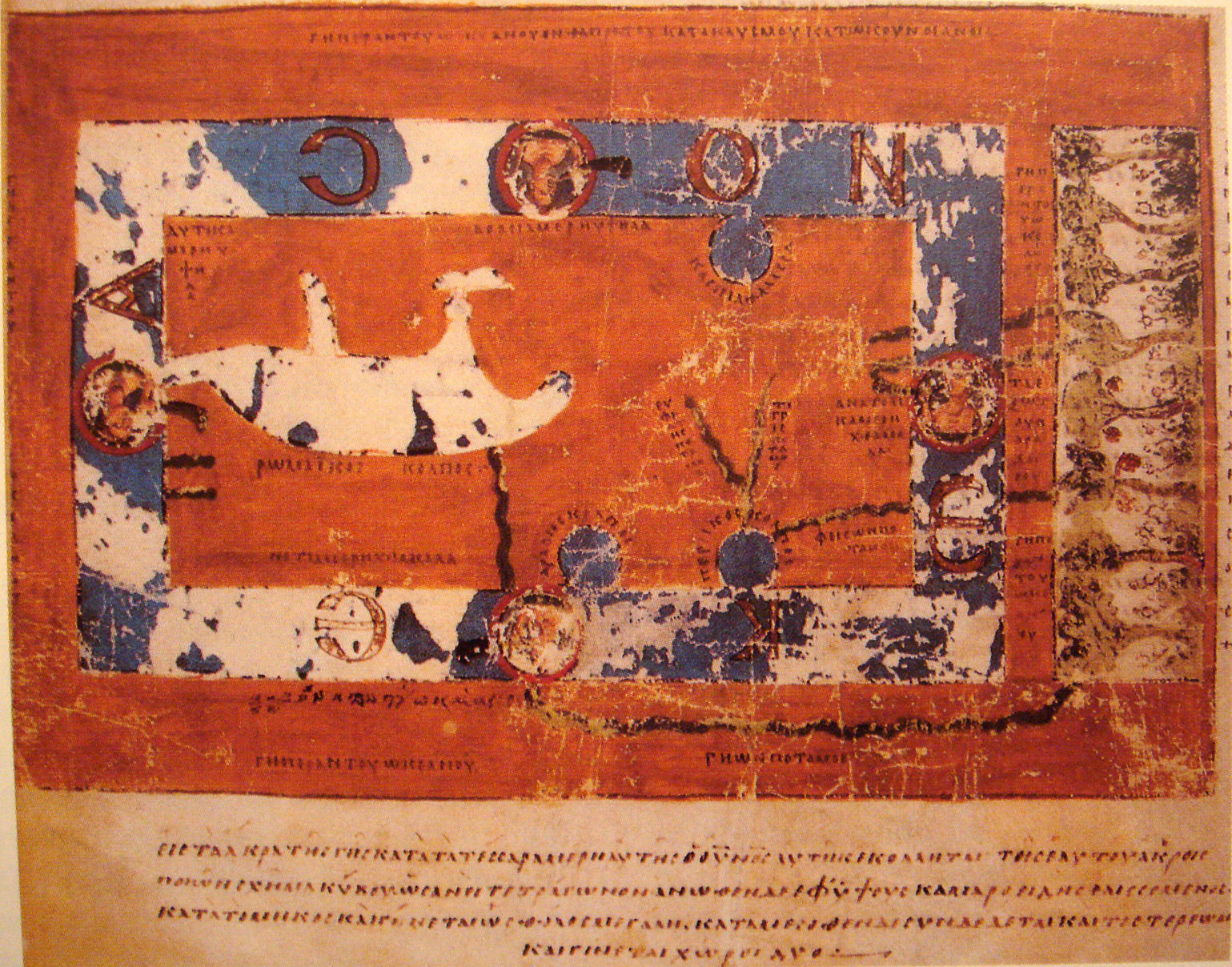
Карта світу Козьми Індикоплова, VI століття
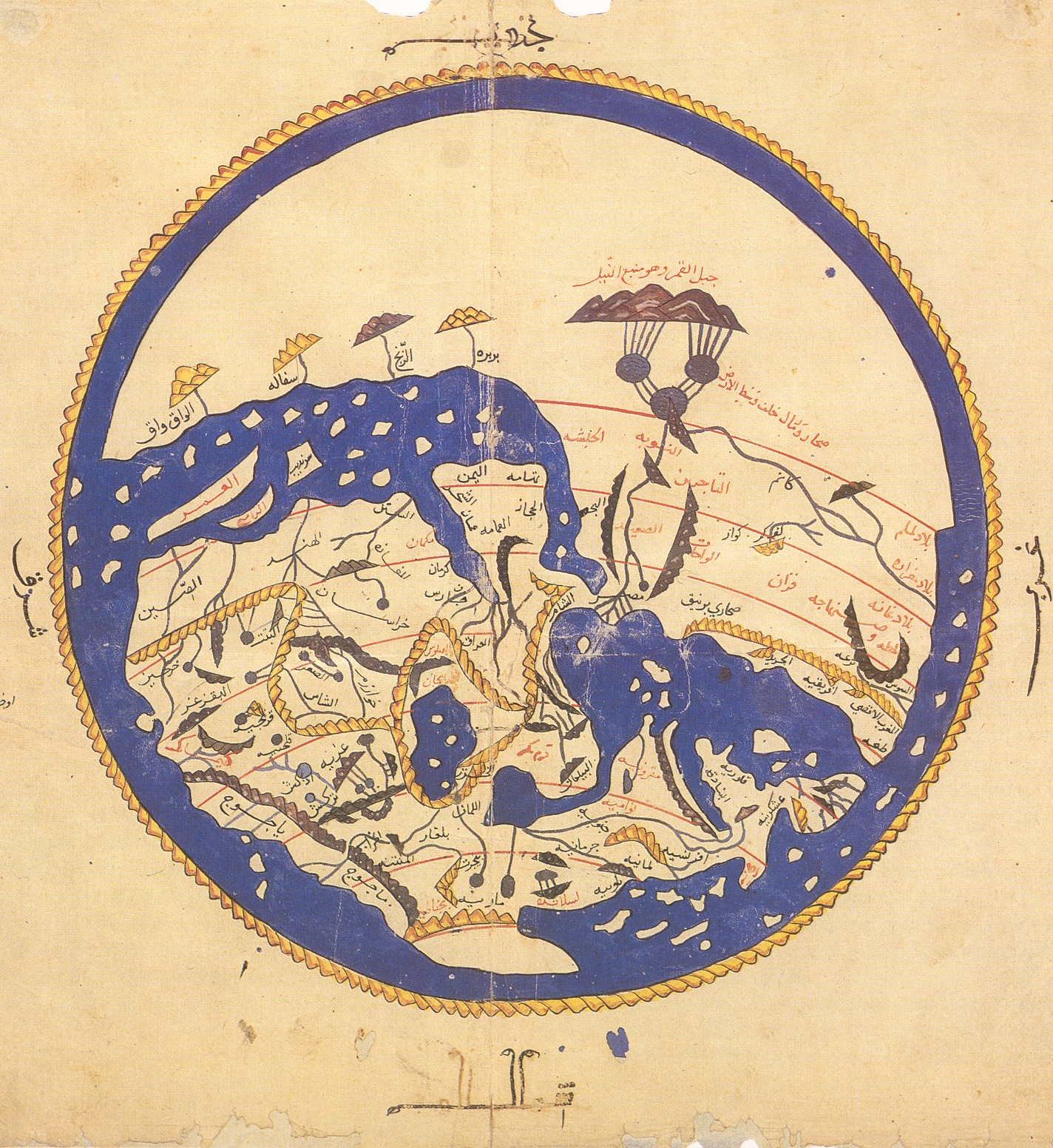
Арабська карта світу Аль-Ідрісі, XII століття
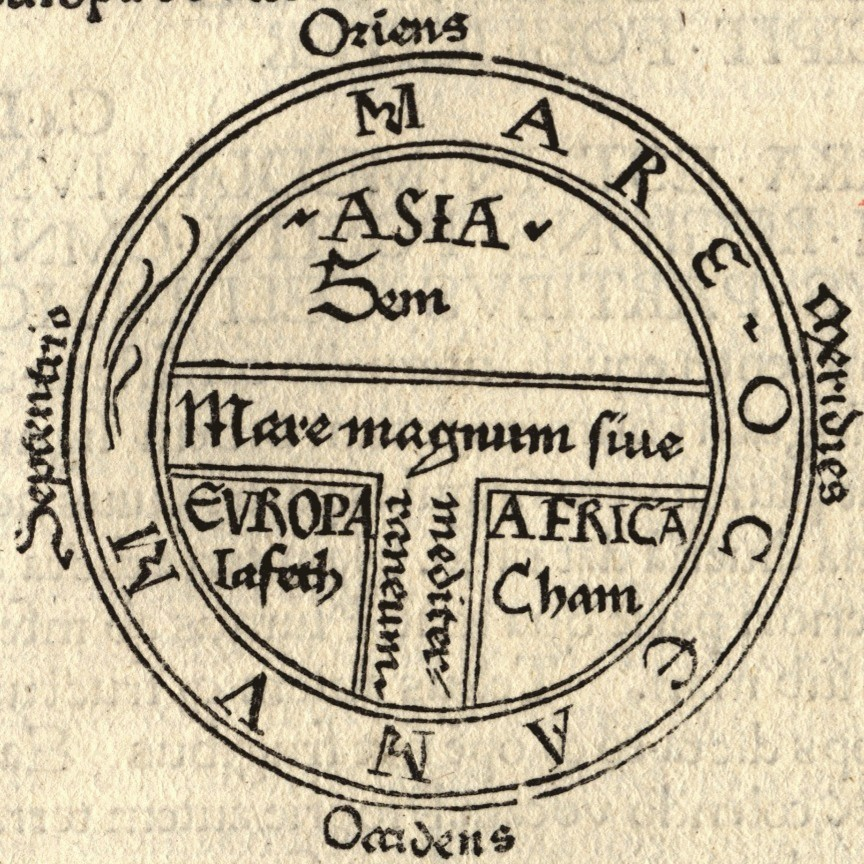
Orbis terrae XV століття
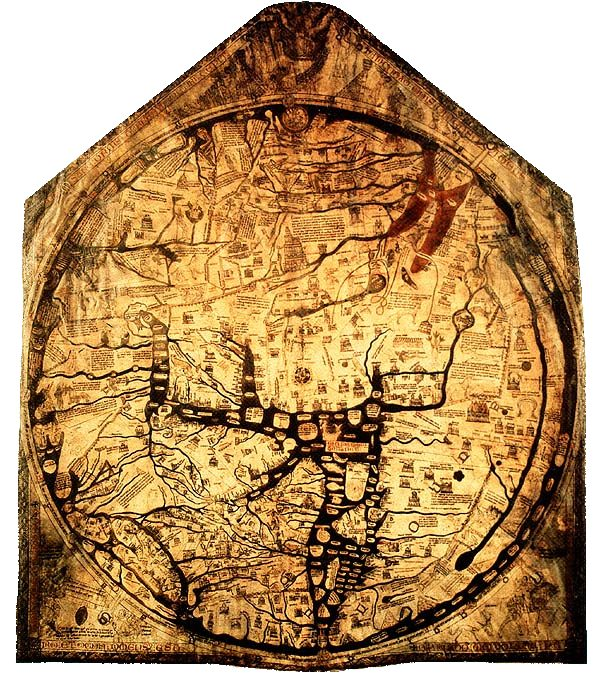
Герефордська карта світу, близько 1300 року
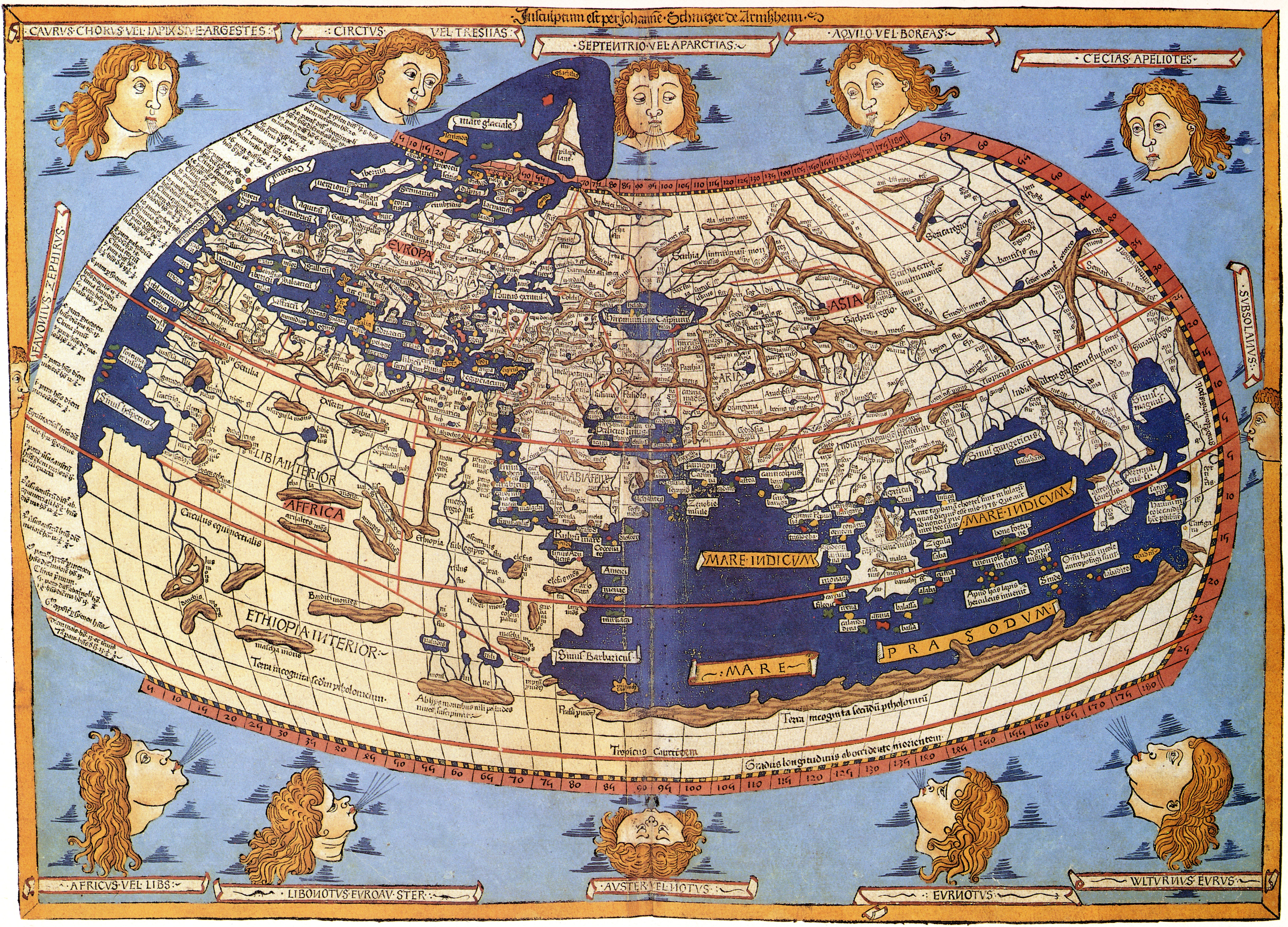
Карта Птолемея наведена в працях Йогана Шнітцера, 1482 рік
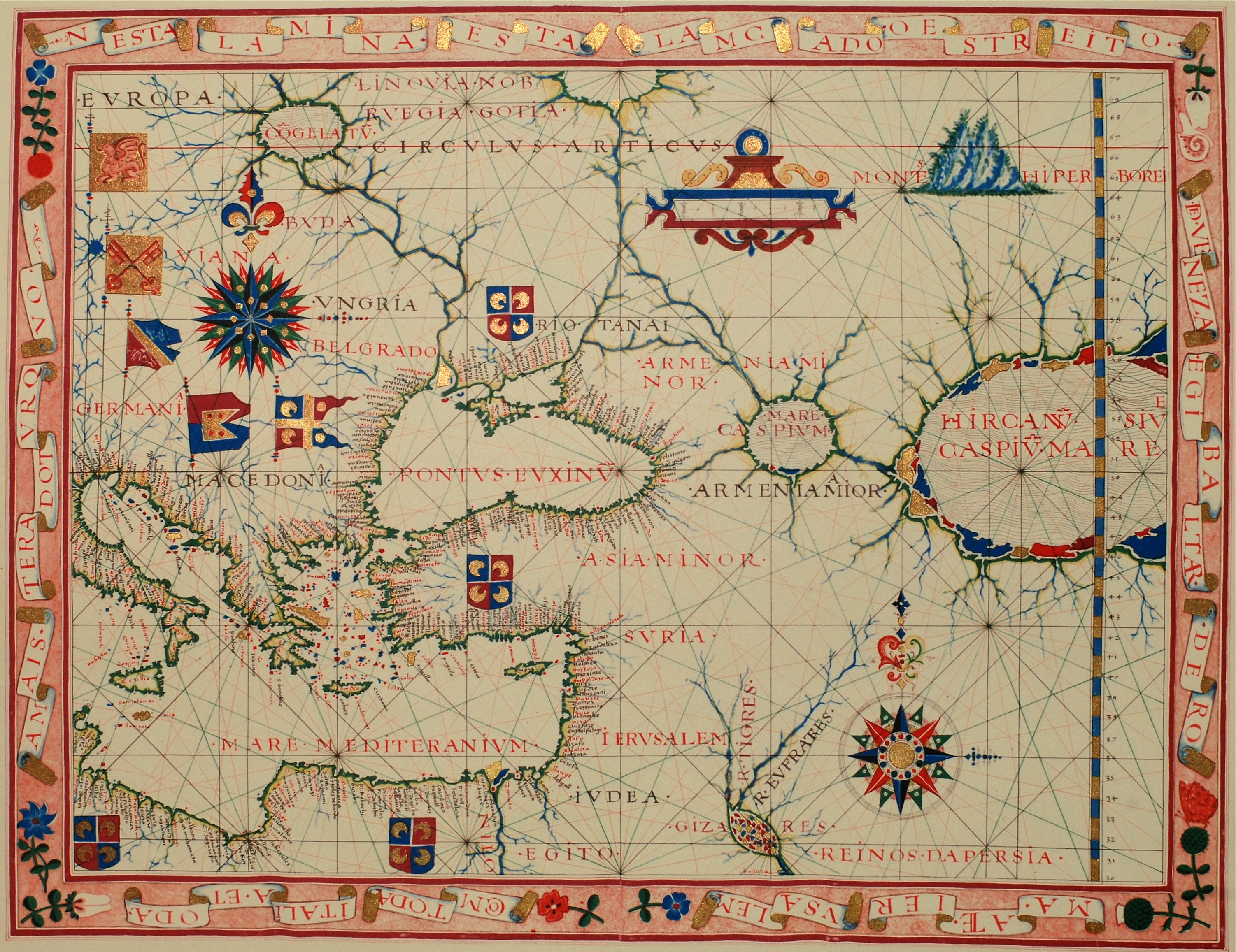
Портолан східної частини Середземномор'я Фернана ваш Доураду, XVI століття
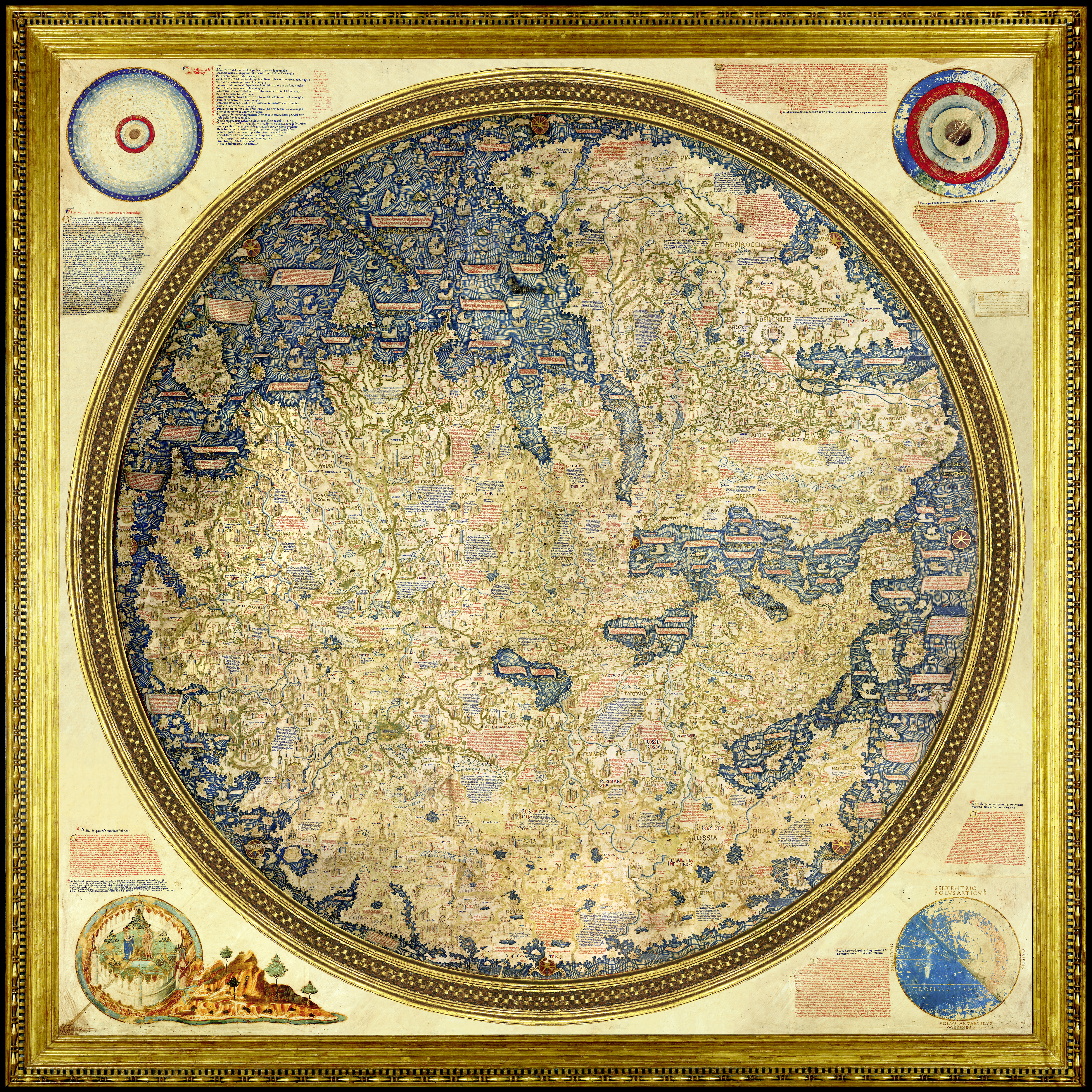
Карта Фра Мавро, 1459 рік

Відомо що індіанці в Америці в доколумбову епоху активно використовували картографію, принаймні в найбільших своїх імперіях. Для інків відомі деталізовані тривимірні макети (збереглося мало археологічних знахідок) та згадки про двовимірні мальовані плани місцевостей (не збереглися) XV—XVI століть. Основою для них слугувала давнє мистецтво складання напрямних ліній «секе», що розходились від столиці імперії, міста Куско. Принцип побудови чимось був подібний до полінезійських карт і португальських портоланів. Вимірювання відстаней і площ проводилося за допомогою універсальної одиниці — тупу.

### Нова
Новий виток розвитку картографії припав на Добу великих географічних відкриттів і першої практичної потреби створення карт світу. Провісником нової епохи став глобус Мартіна Бегайма «Земне яблуко» (нім. Erdapfel), виготовлення якого було закінчено 1493 року і на якому ще не було нанесено відкриту Христофором Колумбом Америку. 1521 року завершилась перша навколосвітня подорож Фернана Магеллана і було наочно доведено кулясту форму планети. Обриси Нового світу, завдяки експедиціям іспанців і португальців, стали загалом зрозумілі до 1530-х років. Нові відомості про нововідкриті моря й океани, острови і континенти вимагають нових підходів до складання, оформлення і використання карт. З'являються праці теоретиків і практиків картографії: Мартина Бегайма, Мартина Вальдземюллера, Діогу Рібейру, Батисти Агнесе, Герхарда Меркатора й Абрагама Ортеліуса. У цей час картографія залишається ще описовою, у найбільших голландських атласах текст повноцінно доповнює аркуші з картами.

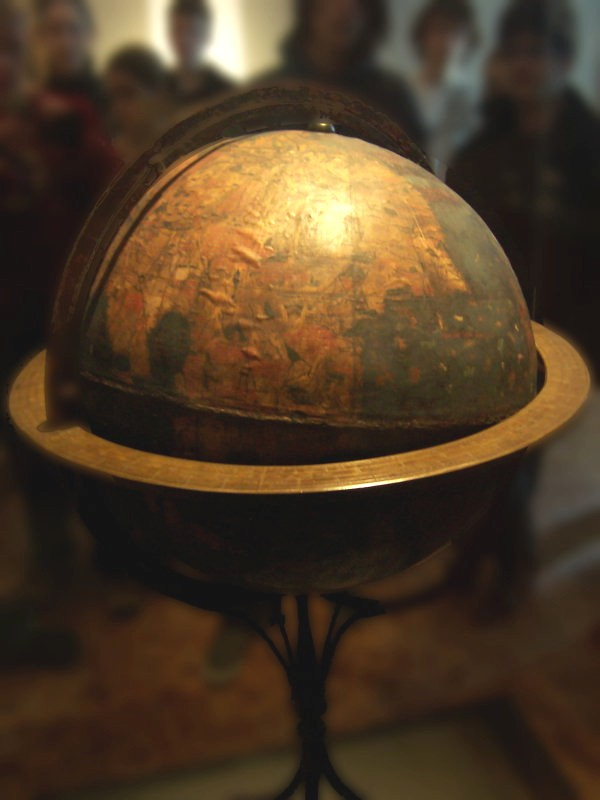
Глобус Мартіна Бегайма — «Земне яблуко», 1493 рік
Карта Христофора Колумба, близько 1490 року
Карта світу Мартина Вальдземюллера, на якій уперше зображено Америку, 1507 рік
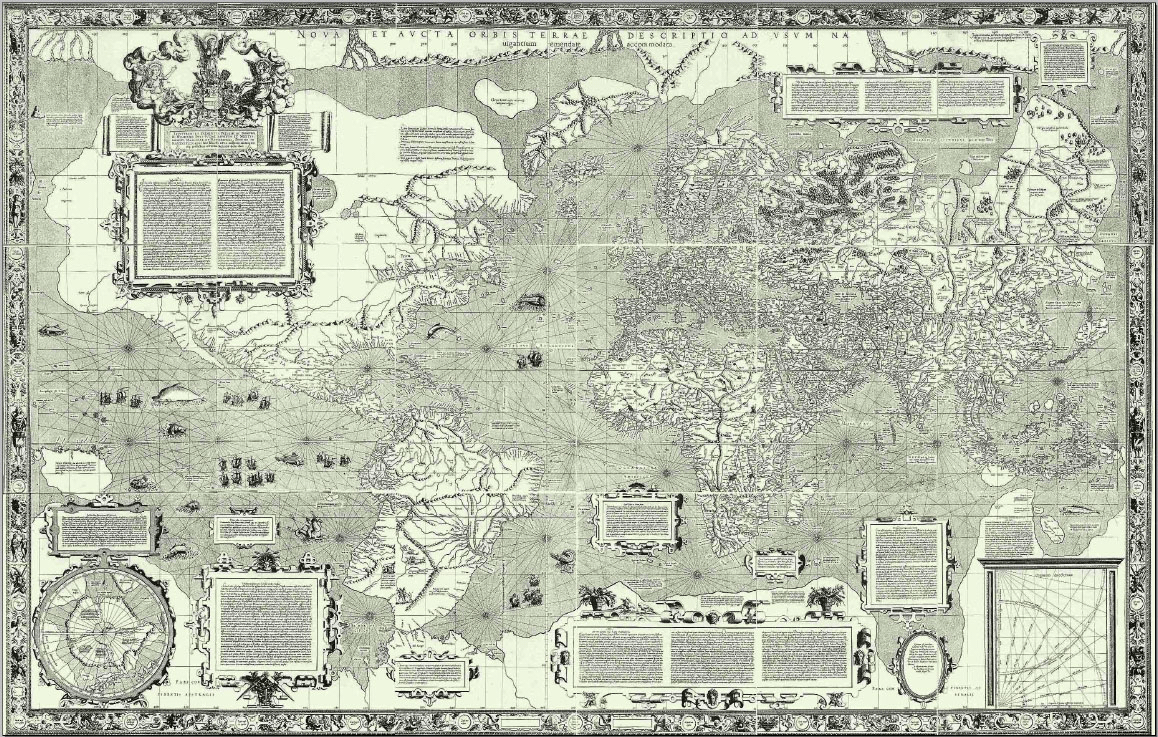
Карта світу Герхарда Меркатора, 1569 рік
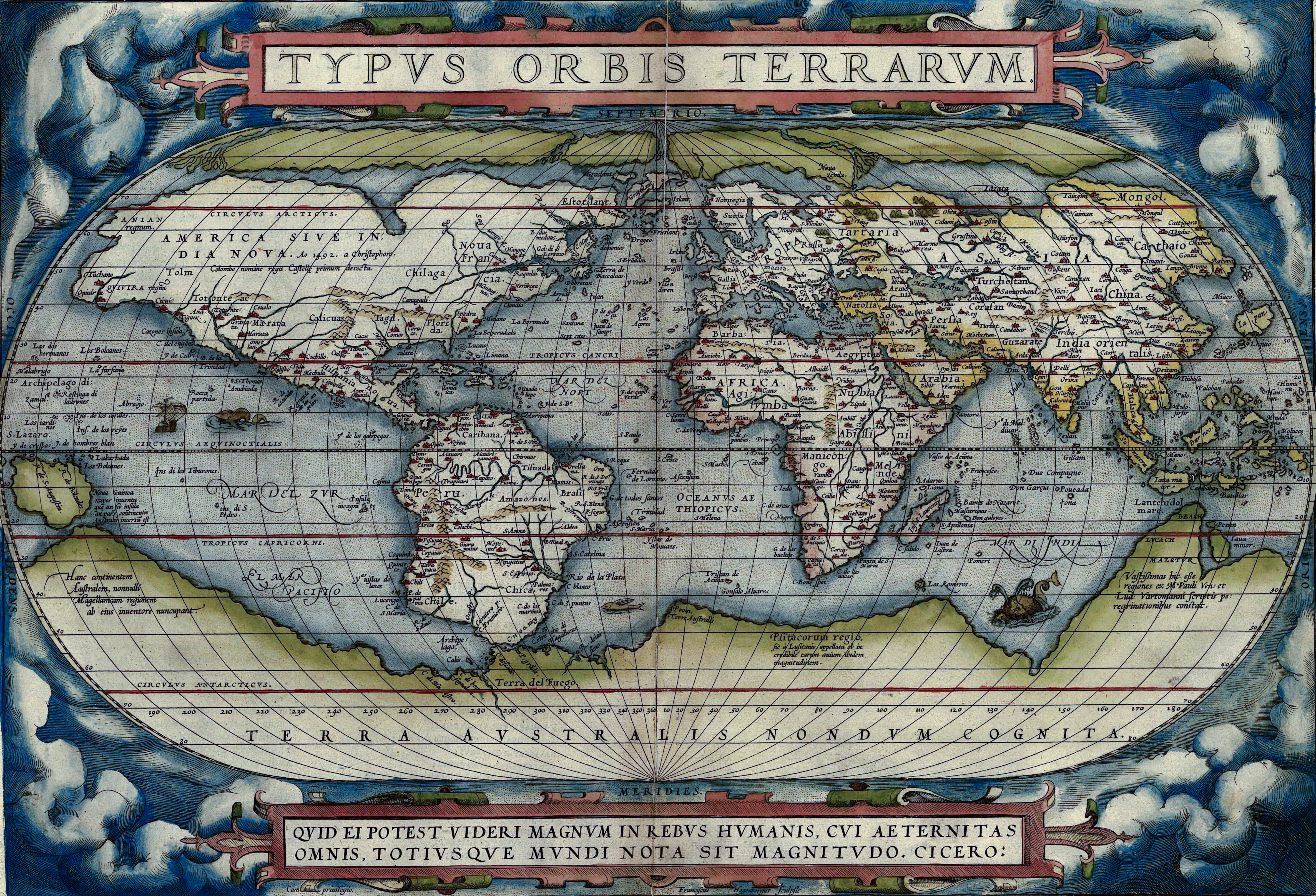
Карта світу Абрахама Ортелія, 1570 рік
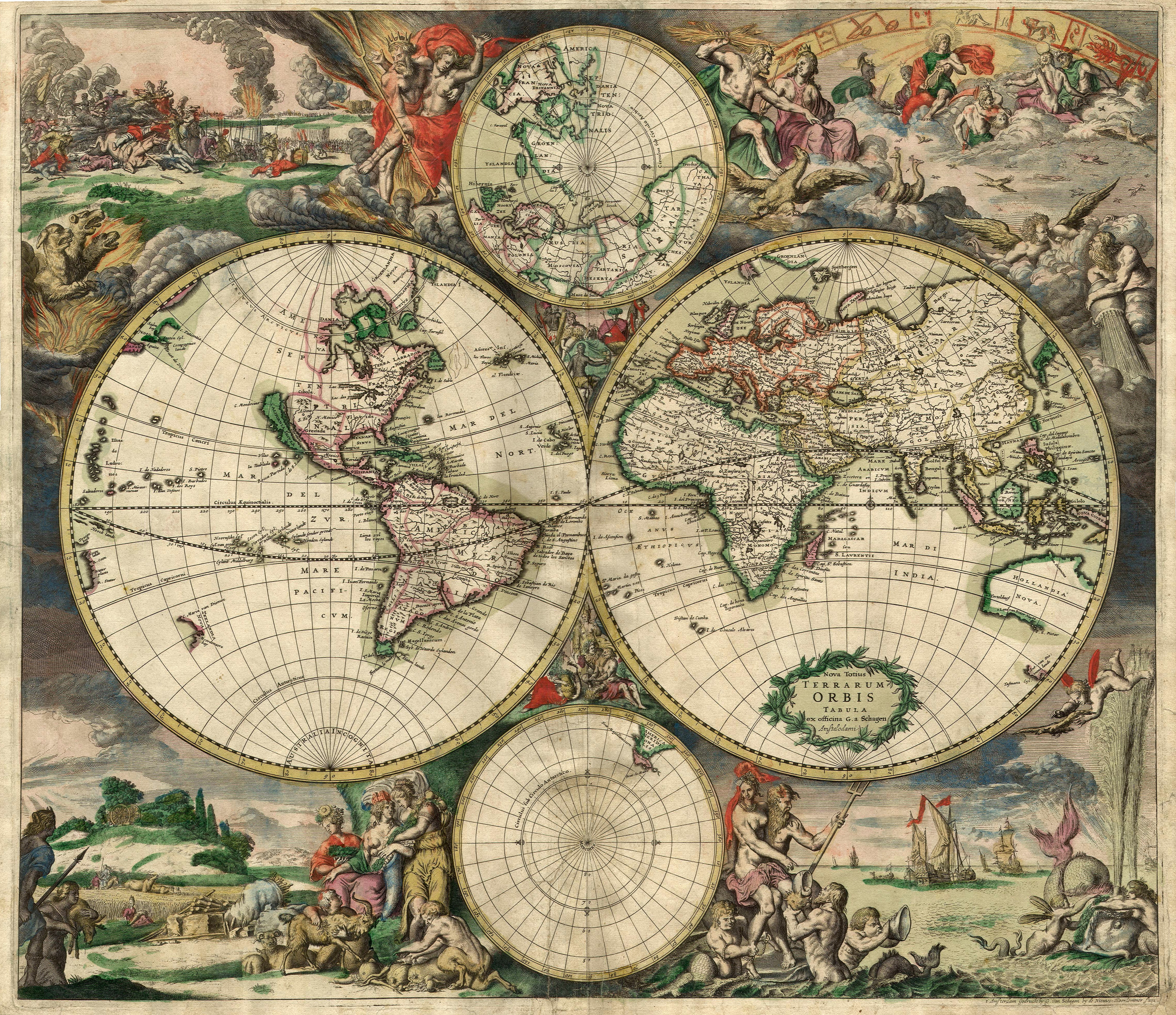
Карта світу Герарда ван Шагена, Амстердам, 1689 рік

Картографія у державних закладах мала за основне завдання забезпечення армій топографічними картами, в зв'язку з чим, військовими топографами активно велись теоретичні роботи в області математичної картографії. Становлення великих централізованих держав e XVII столітті поставило потребу в докладних уніфікованих картах як вієї території держави, так і окремих її частин, відповідно розробки картографічних проєкцій і методів нанесення розташування об'єктів місцевості на площину аркуша. Голландським астрономом Вілебрордом Снеліусом 1615 року було відкрито метод триангуляції. У цей час з'являються перші спроби створення докладних карт великих територій (Німеччина). Загальний розвиток технології сприяв масовій появі удосконалених вимірювальних інструментів (геодезичних, астрономічних, хронометричних), вимірювання на земній поверхні оформилось в окрему математичну дисципліну — геодезію, яка у XIX столітті розділилась на вищу та нижчу (топографію). Остання, як метод зображення висот земного рельєфу оформилась у Франції в XVIII столітті з появою барометрів і нівелірів. Розвиток геодезії Нового часу заклав математичну основу для картографічних робіт, а розвиток друкарської справи дозволив перейти від унікального малювання до масового поширення однотипних творів. Друк карт поставив перед картографами ряд цікавих задач, серед яких використання обмеженої кількості кольорів для передачі інформації (Теорема про чотири фарби), монохроматичне кодування штриховкою, відмивка, як метод представлення рельєфу на картах.

### Новітня
Перші ідеї використання карт як самостійний об'єкт для наукового дослідження відносяться до кінця XVIII століття, коли відбувалась масова систематизація великої кількості фактичного матеріалу, накопиченого до того часу науками про Землю і відображеного на географічних картах. Одночасно відбувається інтенсивний розвиток тематичного картографування. Так 1817 року Олександр Гумбольдт, намагаючись з'ясувати картину розподілу тепла на земній кулі, вперше створив карту ізотерм, відкрив кліматичні зони, визначив зональність рослинного покриву. Російський ґрунтознавець Василь Докучаєв на основі картографічного аналізу Східноєвропейської рівнини довів наявність зональності географічного середовища в цілому. Норвезький кліматолог Альфред Вегенер, використовуючи картографічний метод і порівнюючи атлантичне узбережжя Африки і Південної Америки, висунув гіпотезу континентального дрейфу — мобілізм, що є фундаментом сучасної теорії тектоніки літосферних плит.
До початку XX століття зйомка дрібномасштабних топографічних карт у більшості держав не була закінчена, тому завдання побудови дрібномасштабной карти світу вдалося вирішити тільки після Другої світової війни. У XX столітті було обчислено ряд моделей фігури Землі (референц-еліпсоїд), що заклало математичну основу для побудови різномасштабних карт в різних проєкціях. XX століття з його поділом світу на ідеологічні табори змусило картографів, окрім вирішення нагальних потреб, обслуговувати потреби різноманітних державних пропагандистських органів. Із розвитком цифрових технологій наприкінці XX століття відбувся масовий перехід від використання паперових карт до карт на електронних носіях. Це поставило перед картографічною наукою нові завдання з розробки правил цифрового кодування метричної та атрибутивної інформації. Посюдне поширення і здешевлення засобів комунікації (Інтернет) дозволив на початку XXI століття перейти до онлайнового доступу до картографічних баз даних. Розвиток концепції Веб 2.0 сприяв появі онлайнових картографічних сервісів, заснованих на принципах вільного колективного процесу творення і редагування об'єктів на карті (OpenStreetMap та інші).

### У Росії та СРСР
Картографічні дослідження на території Росії припадають момент становлення Московської держави за царювання Івана Грозного. Серединою XVI століття датується фундаментальна картографічна прація «Большой чертеж». Сама карта не зберіглась, але залишився докладний список сухопутних і річкових шляхів з переліком усіх зображених на ній населених пунктів — «Книга Большому чертежу» 1627 року. У списках згадуються численні поселення Слобідської України, Подінців'я («Большого чертежа полю»), південних областей з Кримом («Чертеж украинским и черкесским городам от Москвы до Крыма»), річки, татарські сакми і шляхи. До цієї праці та пізніше територія Росії зображувалась на картах і описувалась в працях таких картографів і мандрівників, як Баттіста Аньєзе, Антоніо Дженкінсон, Сигізмунд Герберштейн («Записки про московитські справи», 1549), Гессель Геррітсен («Tabvla Russiae», 1613), Ісаак Масса («Novissima Russiae Tabula», 1633), Ніколос Піскатор, Ніколаас Вітсен, Філіпп Страленберг.
На якісно новий щабель організації російська картографія піднялась за часів Петра I у зв'язку з азовськими походами. 1704 року з'являється перший навігаційний атлас річки Дону віце-адмірала Корнелія Крюйса. Морськими офіцерами і геодезистами досліджуються прилеглі моря та їхнє узбережжя (Олександр Кожин, Федір Лужин, Прокопій Нагібін), з-за кордону запрошуються гравери Адріан Шхонебек і Пітер Пікарт. У типографії Василя Кіпріянова були уперше видані російською мовою карти світу — «Глобус географический сиречь землеописательный» (1707) та «Всего земного круга таблицы» (1713), в основі яких роботи голландського картографа Фредеріка де Вітта. Під патронажем секретаря Сенату Івана Кирилова розпочалась робота над укладанням «Атласу Всеросійської імперії». Надалі німецькі спеціалісти Петербурзької академії наук розпочали повноцінне картографування території молодої імперії, генеральне межування. 1796 року імператор Павло I заснував «Креслярню його імператорської величності» (наступного року перетворене на Депо карт), керівником якої був призначений інженер-майор Карл Опперман. За Олександра I була видана детальна Стоаркушна карта Російської імперії, 1812 року Депо карт реорганізоване у Військово-топографічне депо, при якому 1822 року був заснований корпус військових топографів, під керівництвом генерала Карла Теннера, пізніше Теодора Шуберта, проводяться топографічні дослідження методом тріангуляції. За Миколи I було засновано Пулковську обсерваторію, Російське географічне товариство, під керівництвом Василя Струве було проведено вимірювання дуги меридіана від Лапландії до гирла Дунаю, 1846 року розпочато складання 3-верстової топографічної карти західних губерній. За Олександра II була видана 10-верстова карта європейської частини Росії, а 1884 року 100-верстова карта азійської на 8 аркушах. 1895 року була видана «Карта Азійської Росії», складена Едуардом Коверським, в масштабі 200 верст на дюйм.

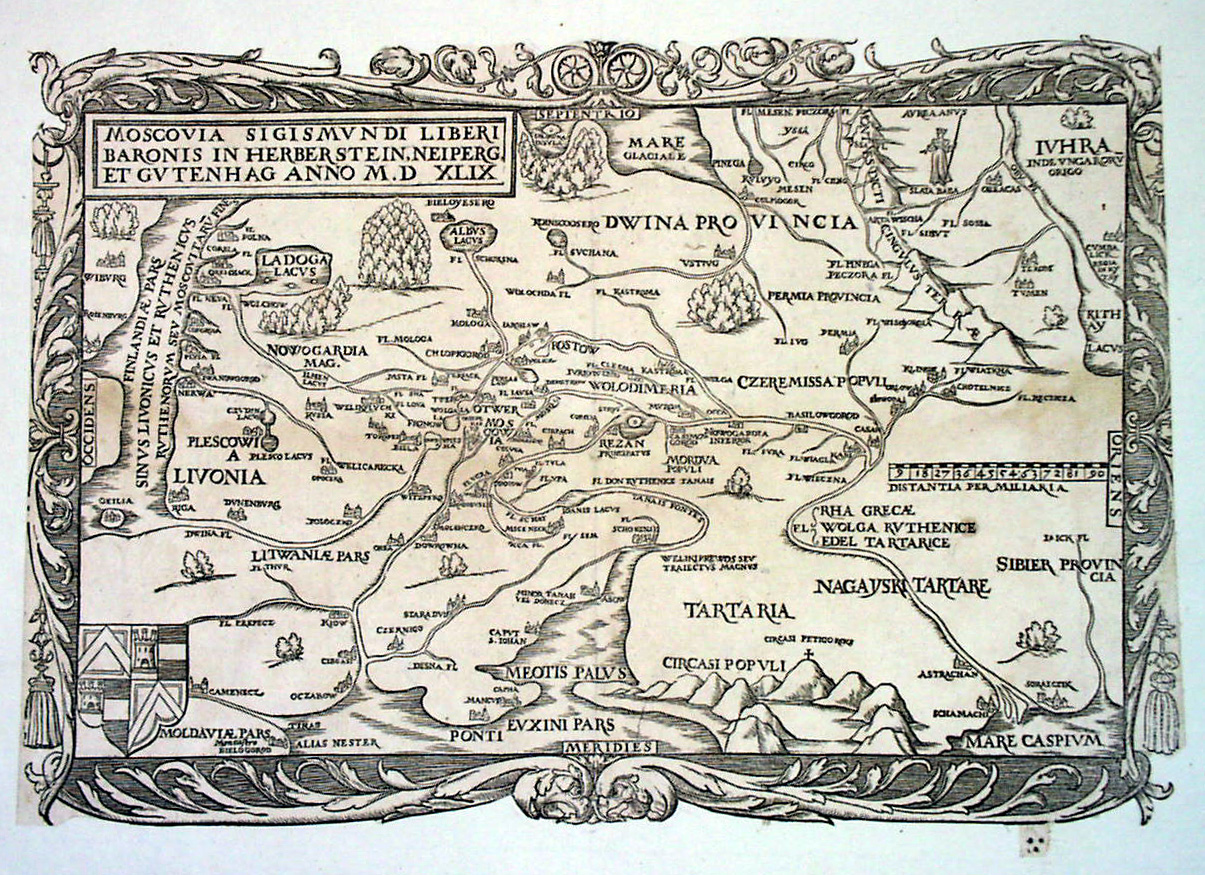
Карта Московії Сигізмунда Герберштейна, 1549 рік
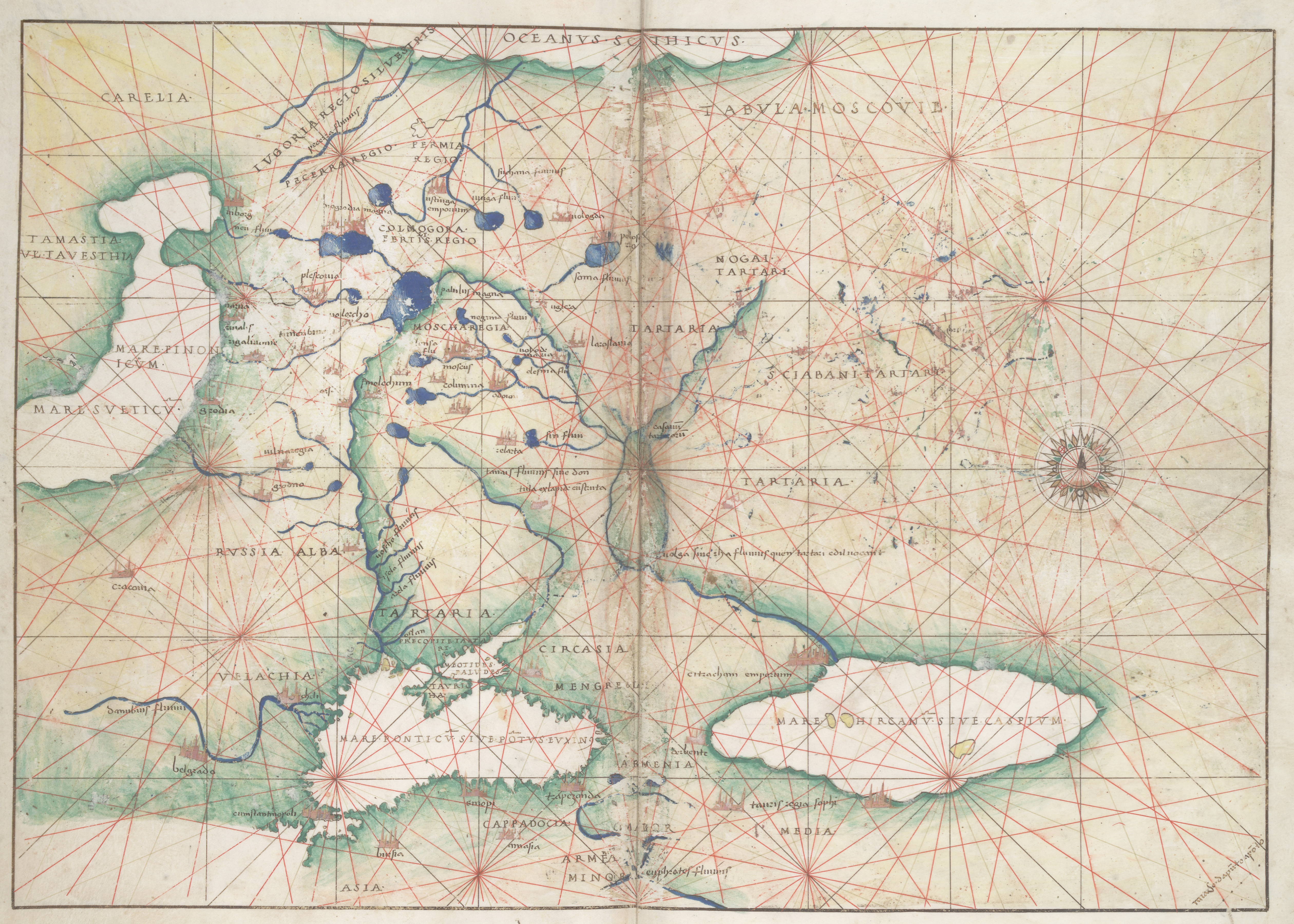
Портолан Баттісти Аньєзе, 1550 рік
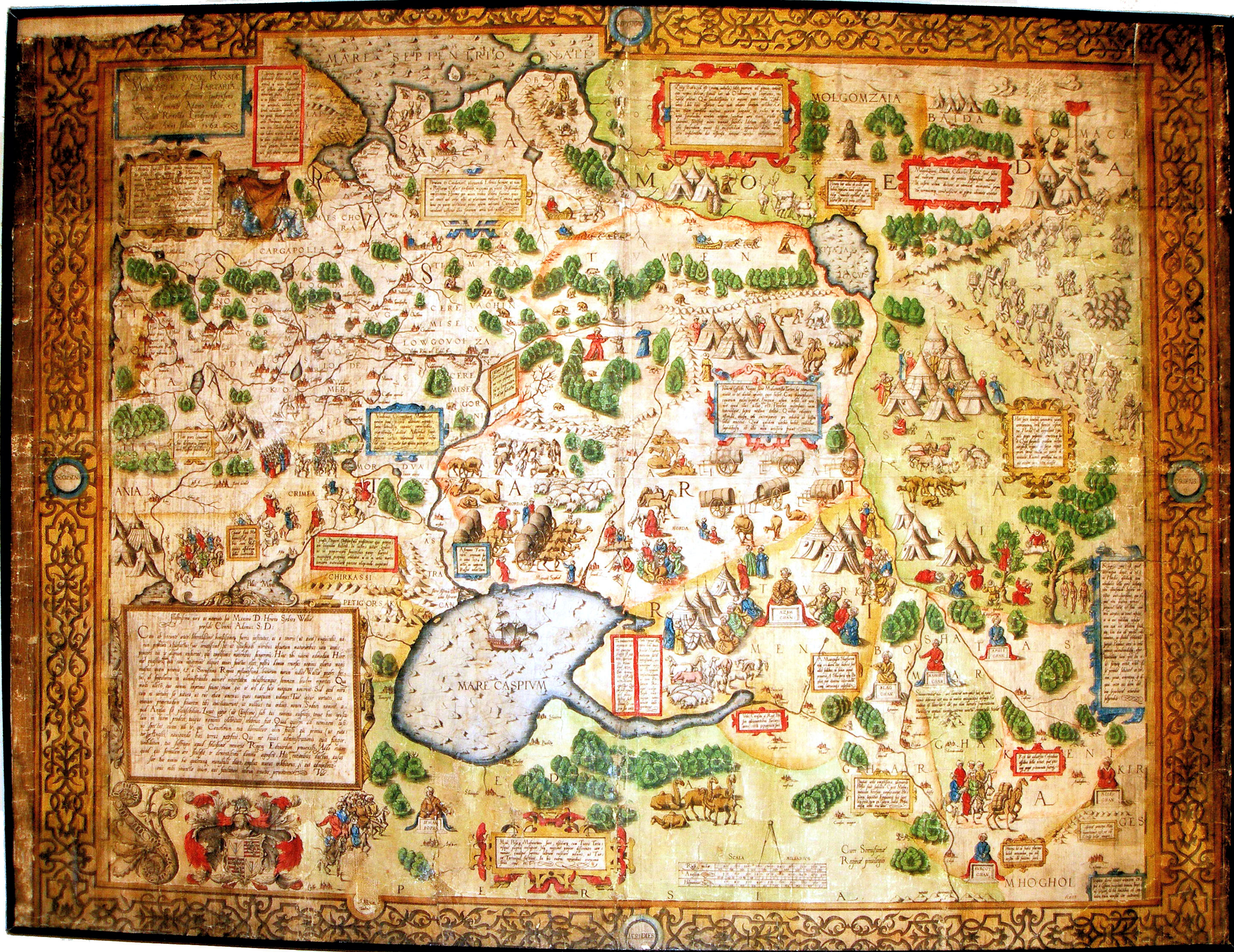
Московія і Тартарія Ентоні Дженкінса, 1562 рік
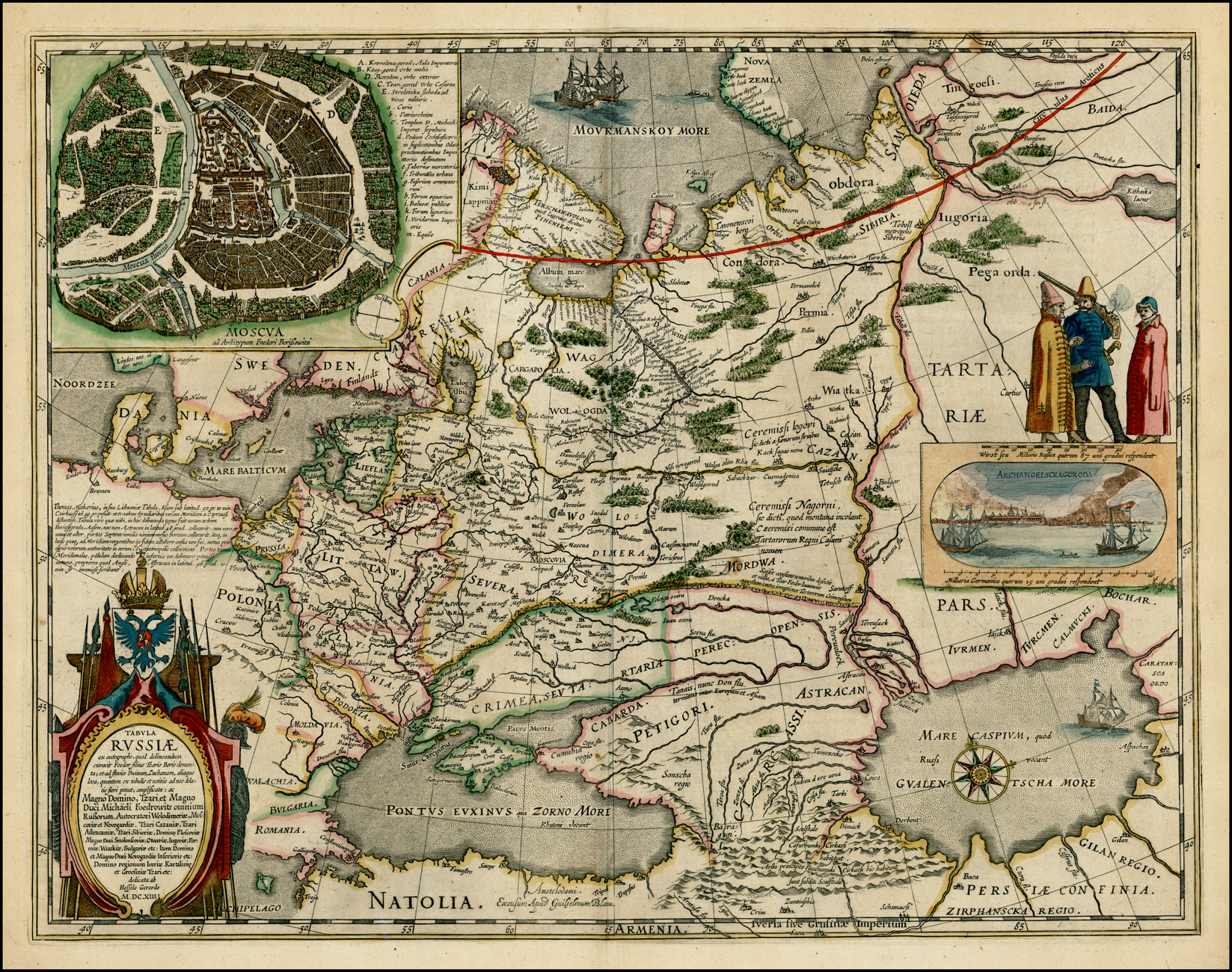
Карта Московії Гесселя Геррітсена, 1613 рік (пізніша копія)
Карта Руси Піскатора, 1651 рік

Російський картограф і географ Адольф Тілло, застосовуючи картографічний метод, визначив закономірність зв'язку рельєфу із геологічною будовою, що заклало теоретичні підвалини для сучасного морфоструктурного аналізу в геоморфології. Він також розробив методи аналізу за картами вікових змін магнітних полів, глобальних орографічних, гіпсометричних, геологічних закономірностей. Дмитро Анучін використовував карти для наукових досліджень походження головних вершин і низовин. Видатні вчені-природознавці, Юлій Шокальський та Григорій Гінзбург розробляли проблеми картометрії. Головними картографічними підприємствами Росії у різні часи були друкарня Кіпріянова (1705—1723), друкарня Академії наук, картографічний заклад Ільїна, видавництво Маркса (1896—1917).

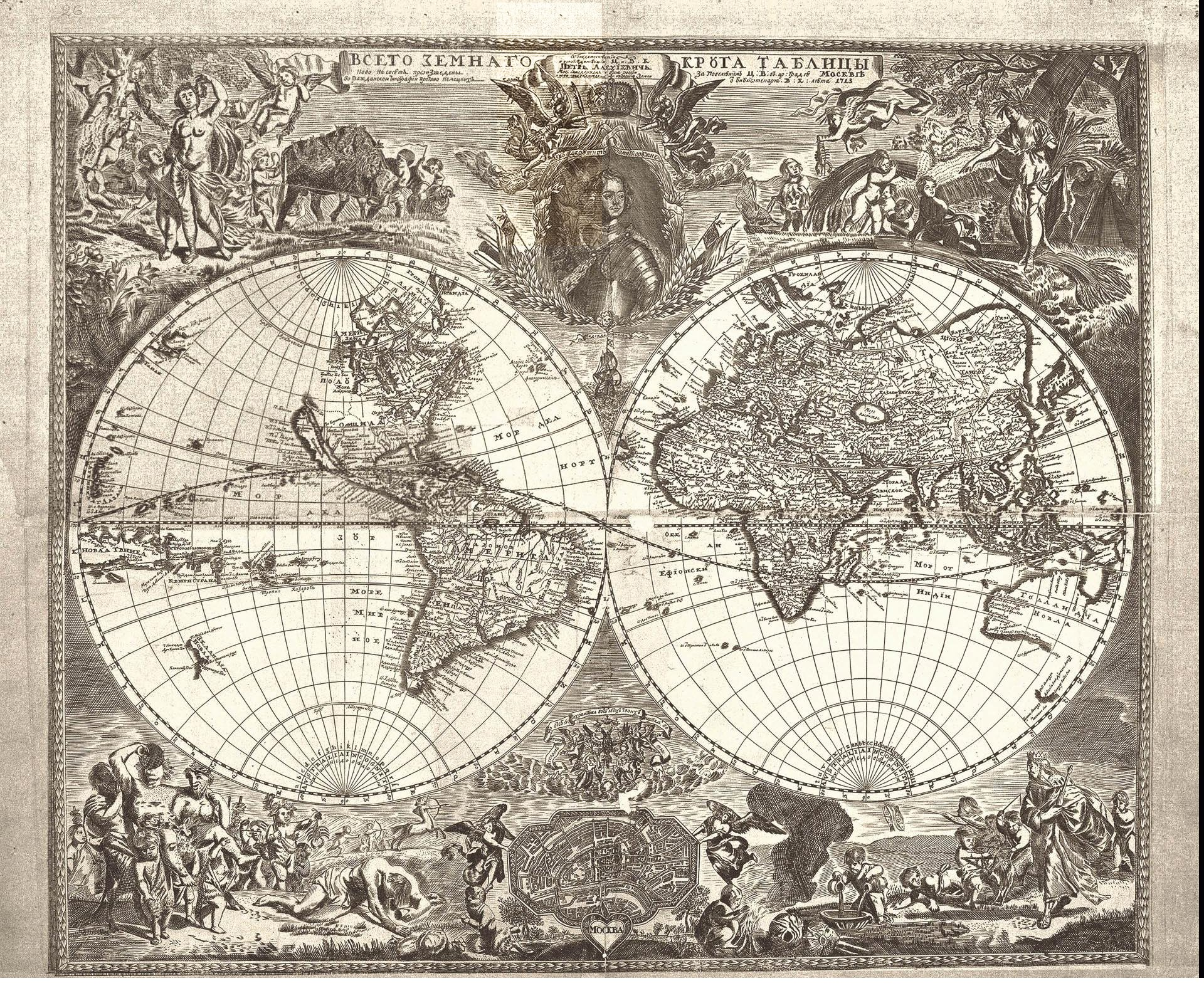
Перша карта світу російською мовою, 1707 рік
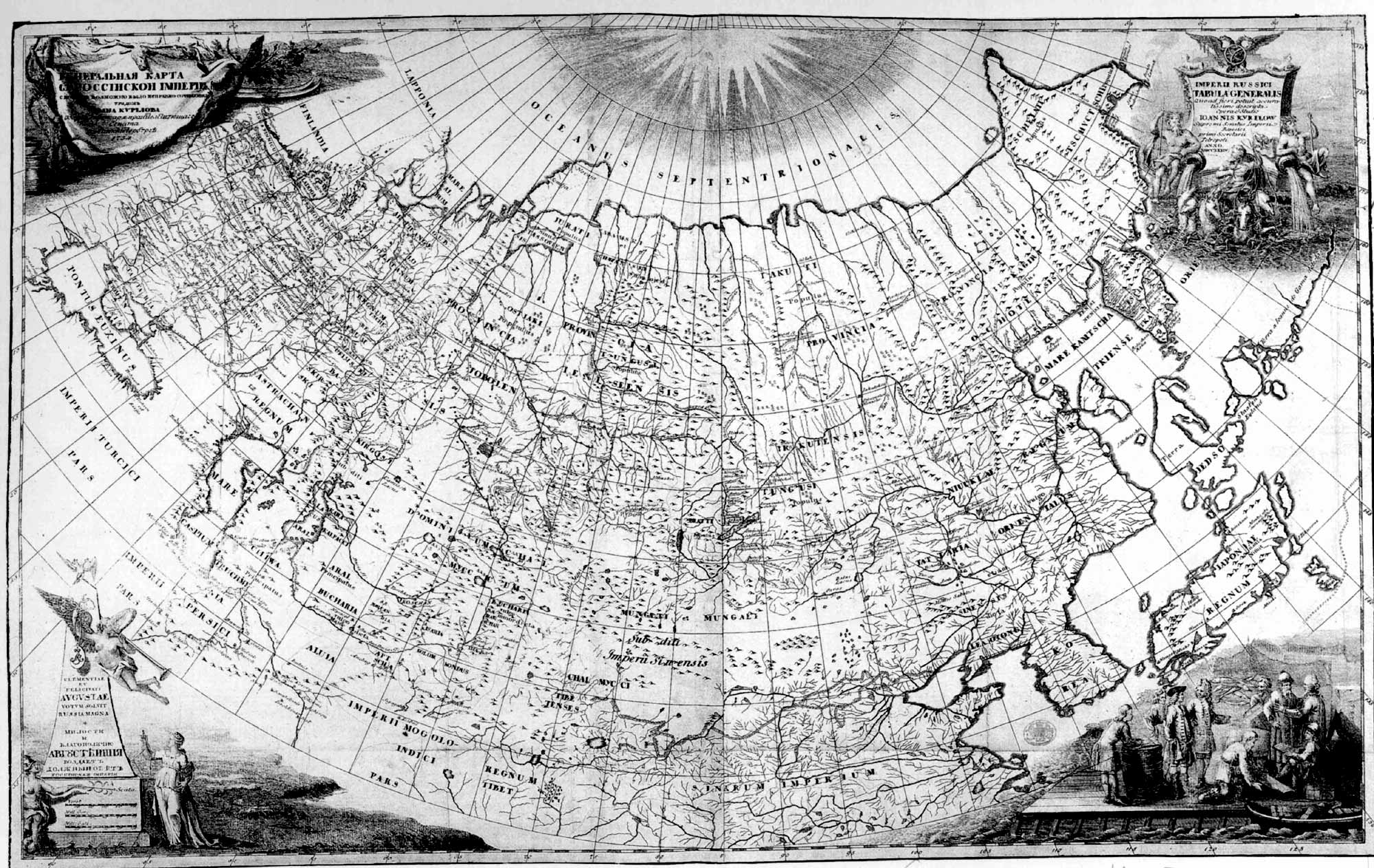
Генеральна карта Російської імперії, 1734 рік
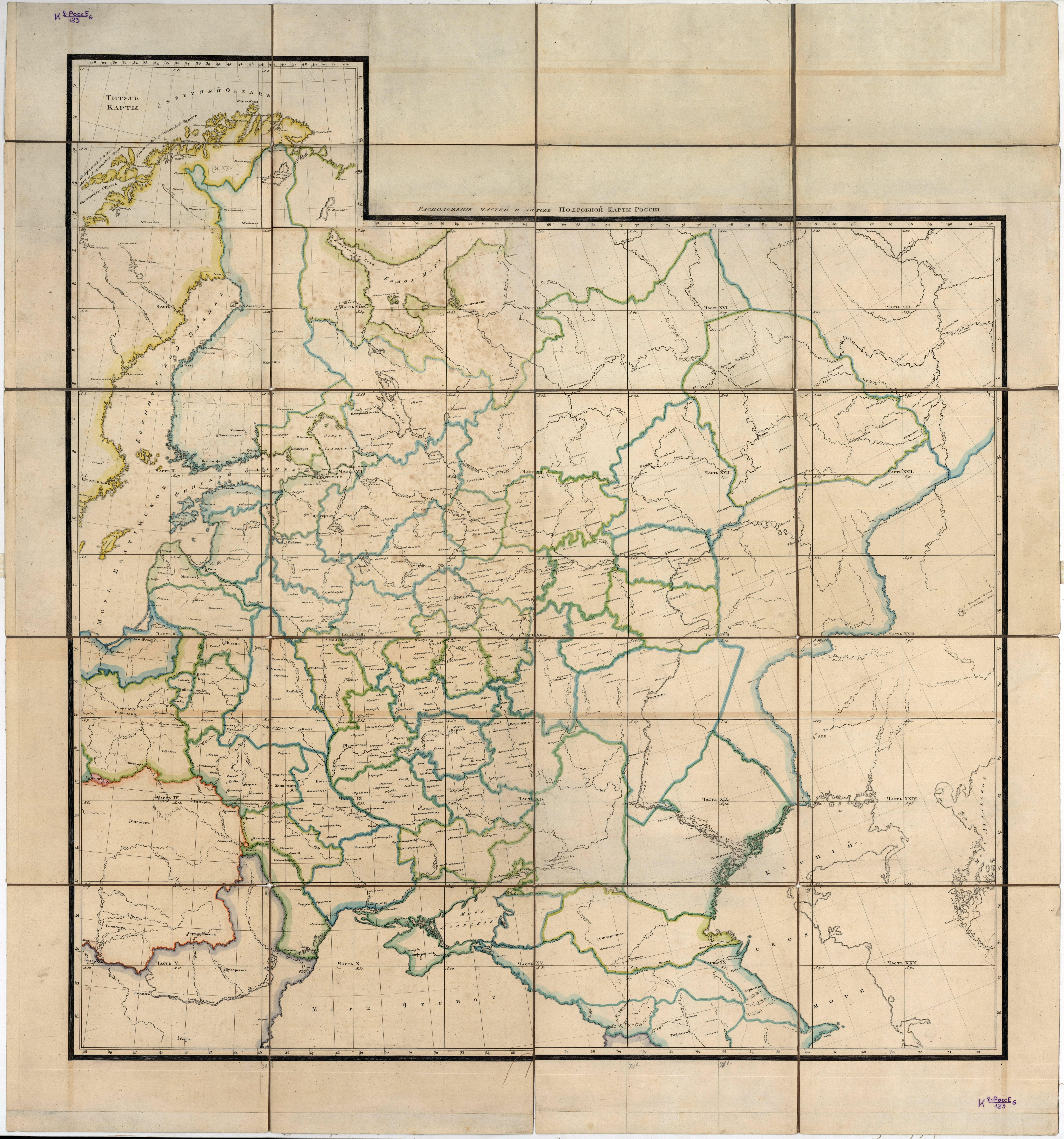
Стоаркушна карта. Збірний аркуш
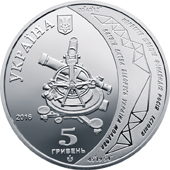
[[Геодезична дуга Струве (монета)|Ювілейна монета НБУ, присвячена Дузі Струве

У РРФСР 1919 року було створено Вище геодезичне управління (Головне управління геодезії і картографії при Раді міністрів СРСР) заради організації геодезичних, топографічних і картографічних робіт в країні. Наявні завдання планового розвитку СРСР зумовили бурхливий розвиток картографії в країні, поставили умови створення грандіозних капітальних картографічних творів. Ініціаторами таких робіт виступили геодезист Феодосій Красовський та географ Олександр Борзов. У 1924—1925 роках Вище геодезичне управління ВРНГ почало складати географічні описи до аркушів топографічних карт масштабу 1 : 100 000. У 1927—1929 роках, за участі Борзова були складені дрібномасштабні загальногеографічні карти на всю територію країни. У 1930—1940 роках було розроблено нові методи зображення рельєфу, створено гіпсометричні карти Європейської частини СРСР (1939, під керівництвом Т. Н. Гунбіної); СРСР (1949, під керівництвом І. П. Заруцької). За період 1935—1950 років було картографовано в масштабі 1 : 100 000 малозаселені неосяжні території тундри та тайги, широко впроваджено стереотопографічний метод зйомки. З 1950 років відбувся перехід до великомасштабних зйомок, широке впровадження аерофотозйомок. Створено Морський атлас, фундаментальна праця з географії морів та океанів, Атлас світу (1954). За часів Радянського Союзу було створено топографічні, оглядово-топографічні і оглядові карти, величезна кількість тематичних карти всієї країни та окремих територій, фундаментальні атласи СРСР, республік і областей, фундаментальний пласт стандартизованих навчальних карт і атласів для всіх ступенів освіти.

### В Україні

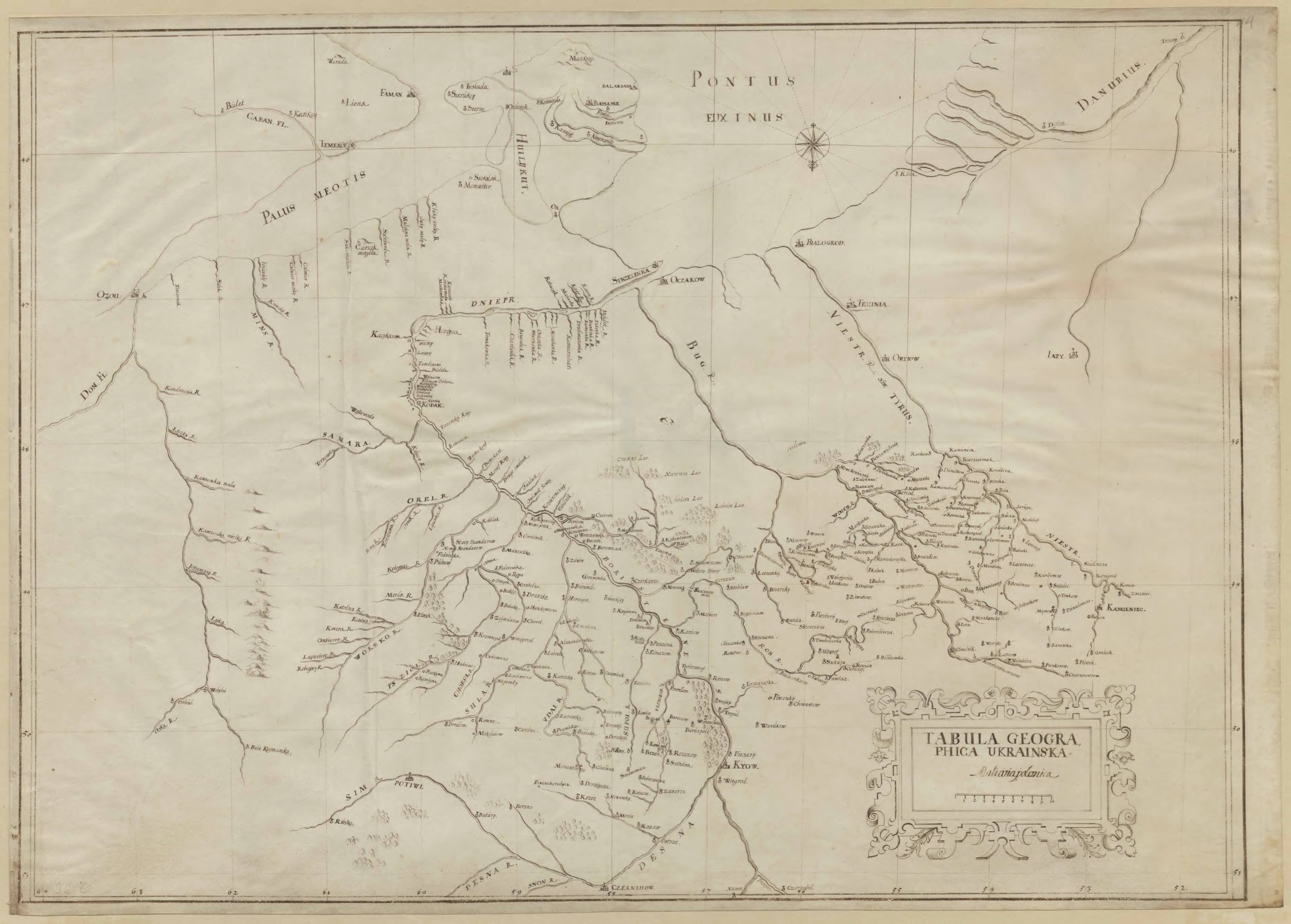
Карта «Tabula Geographica Ukrainska» («Українська географічна карта») Боплана, 1639

Уперше територія України (Скіфія) була позначена як частина Ойкумени, тобто обжитої території, ще на картах античного картографа Клавдія Птолемея. Перші карти України склав Ґійом Левассер де Боплан. Його карти є найдавнішими реалістичними картами українських земель. Хронологічно першою Боплан видав «Генеральну карту України». Її першим варіантом була рукописна карта 1639 року «Українська географічна карта»
Національні картографічні установи України виходять з Всеукраїнської академії наук, заснованої 1918 року в Києві. Значним здобутком стала карта ботаніко-географічного районування України, створена 1924 року під керівництвом академіка Олександра Фоміна. В академії наук проводились наукові дослідження з теорії картографії, комплексного тематичного картографування, застосування методів аерофотознімання і аерофототопографії, застосування картографічного методу в дослідженнях планування економічної діяльності, розміщення населення, охорони і раціонального природокористування. Як і для території всього СРСР для території УРСР і окремих областей було створено велику кількість тематичних і навчальних карт, створено десятки комплексних і тематичних атласів. На кожний адміністративний район було складено карти землекористувачів, еродованих земель, типів земель, агроґрунтового районування. Для кожного колгоспу і радгоспу було укладено серію карт і топографічних планів, які містили всі необхідні для ведення сільського господарства характеристики природних умов місцевості (агрокліматичні, фенологічні, ґрунтів тощо). Аналогічну роботу із забезпечення картами було проведено і для лісгоспів.
В незалежній Україні наукові дослідження з картографії проводять у Відділенні географії Інституту геофізики та Інституту географії, на відповідних кафедрах вишів та у відомчих НДІ. Створено і працюють картографічні підприємства, найбільше з яких державне науково виробниче підприємство «Картографія», організовано картографо-геодезичне приладобудування (проте сучасні точні електронні прилади не виготовляються), здійснюється державна підготовка картографів з середньою та вищою освітою. Для управління на державному рівні розвитком і функціонуванням картографічної справи в країни створено Державну службу з питань геодезії, картографії та кадастру.

## Теоретичні засади
Об'єктом науки виступає земна поверхня, поверхні інших небесних тіл, зоряне небо, Всесвіт загалом.
Результатом картографічних досліджень є картографічні твори, образно-знакові моделі простору (плоскі, рельєфні та об'ємні карти, глобуси), які можуть бути представлені на твердих, плоских або об'ємних друкованих матеріалах (папір, пластик), або у вигляді електронного зображення на моніторах та проєкційних поверхнях.
Картографія безперервно розвивається у тісному взаємозв'язку із геодезією, географією, топографією, топонімікою, фотограмметрією, геологією, фізикою, математикою, прикладними технічними та інженерними дисциплінами. Геодезія дає картографам геодезичну опору, топографія — базові великомасштабні карти, географія — озброюють знаннями про природу, обов'язково необхідні для вірного відображення й узагальнення картографованих об'єктів. Одночасно топографи користуються картами для планування топографічної зйомки, географи — як об'єктом своїх наукових досліджень.
Картографи у своїй діяльності спираються на вчення про предмет та методи картографування, вчення про картографічне відображення світу. Серед основних теорій картографії:
- Теорія картографічних проєкцій. Розглядає способи відображення поверхні земного еліпсоїду на площині, класифікацію проєкцій, проєкційні спотворення та їхні виправлення[5].
- Теорія знакових систем та способів відображення. Розглядає способи подання різноманітних явищ та об'єктів, відображення інформації за допомогою умовних знаків, їхню уніфікацію та стандартизацію[5].
- Теорія картографічної генералізації. Розглядає принципи та способи узагальнення інформації об об'єктах та явищах при відображенні їх на картах, застосування спеціальних методів при проєктуванні та складанні карт, основні фактори, які впливають на вибір способів генералізації різних типів даних[5].
- Теорія проєктування та виготовлення карт. Розглядає методи, етапи та процеси створення карт, питання автоматизації цих процесів[5].
- Теорія і методи використання карт. Розглядає питання аналізу картографічної інформації, вимірювання (картометрія), створення на основі аналізу карт похідних картографічних матеріалів, або досліджень теоретичного і практичного застосування[5].

### Картографічний метод
Головним науковим методом картографії виступає картографічний метод дослідження. У ньому поєднуються взаємопов'язані процеси моделювання (картографування) і практичного використання географічних карт. Важливим практичним питанням є не тільки спосіб кодування об'єктивної реальності в умовні позначення на карті, але й процес зчитування закодованої інформації, його легкість і повноцінність. Тому картографія займається також вивченням і розробкою методів застосування карт в різних сферах наукового пізнання і практичної діяльності людства. Це також значно розширило коло задач науки.

## Класифікація
Головний поділ підрозділів картографії відбувається за об'єктом, який зображений на картах:
- Геокартографія. Вивчає і відображає земну поверхню.
  - Топографічна.
  - Тематична. Вивчає укладання тематичних карт. Своєрідність окремих типів карт і методи їхнього створення зумовили появу окремих тематичних галузей: геологічної, економічної, картографії ґрунтів та інших[10].
- Космічна. Вивчає і відображає поверхню небесних тіл (планет, планетоїдів, астероїдів, комет та інше), зоряне небо[4].

## Картознавство
Картознавство вивчає географічні карти, їхній розвиток, історію, окремі елементи, різноманітні властивості, види і способи користування картами. Основи картознавства були закладені відомими картографами в процесі підготовки перших національних і морських атласів у XIX — на початку XX століття. У Росії це були Юлій Шокальський і Володимир Каменецький.

### Джерелознавство
Картографічне джерелознавство — розділ картографічної науки, що займається питанням походження джерел картографічних даних, аналізом і систематизацією, теоретичним узагальненням цих процесів та загальним оглядом картографічних матеріалів. Різнохарактерність джерел, долучаємих до складання карт, вимагає від укладача вмінь розбиратись в усьому розмаїтті існуючих типів карт, аналізувати й давати оцінку таким джерелам. Такого саме аналізу вимагає і процес визначення змісту, засобів зображення, характер генералізації майбутньої карти. Що не можливо від ґрунтовної підготовки з картографічного джерелознавства.

## Географічна картографія
Географічна картографія — наука про відображення, дослідження та спостерігання географічних систем, через географічні карти та інші картографічні моделі. Її концепція виражається в системному підході до картографування природних територіальних (ПТК) та соціально-економічних (ТВК) географічних систем різної складності та різного просторового охоплення — від місцевого (локального) до планетарного (глобального). Такий підхід зумовлює відображення елементів (компонентів), структури (будови), внутрішніх та зовнішніх зв'язків картографованої системи, а також факторів (чинників) та процесів, які визначають її функціонування (існування). Основні теоретичні положення науки розроблені московським картографом Костянтином Саліщевим наприкінці 1970 — на початку 1980-х років.

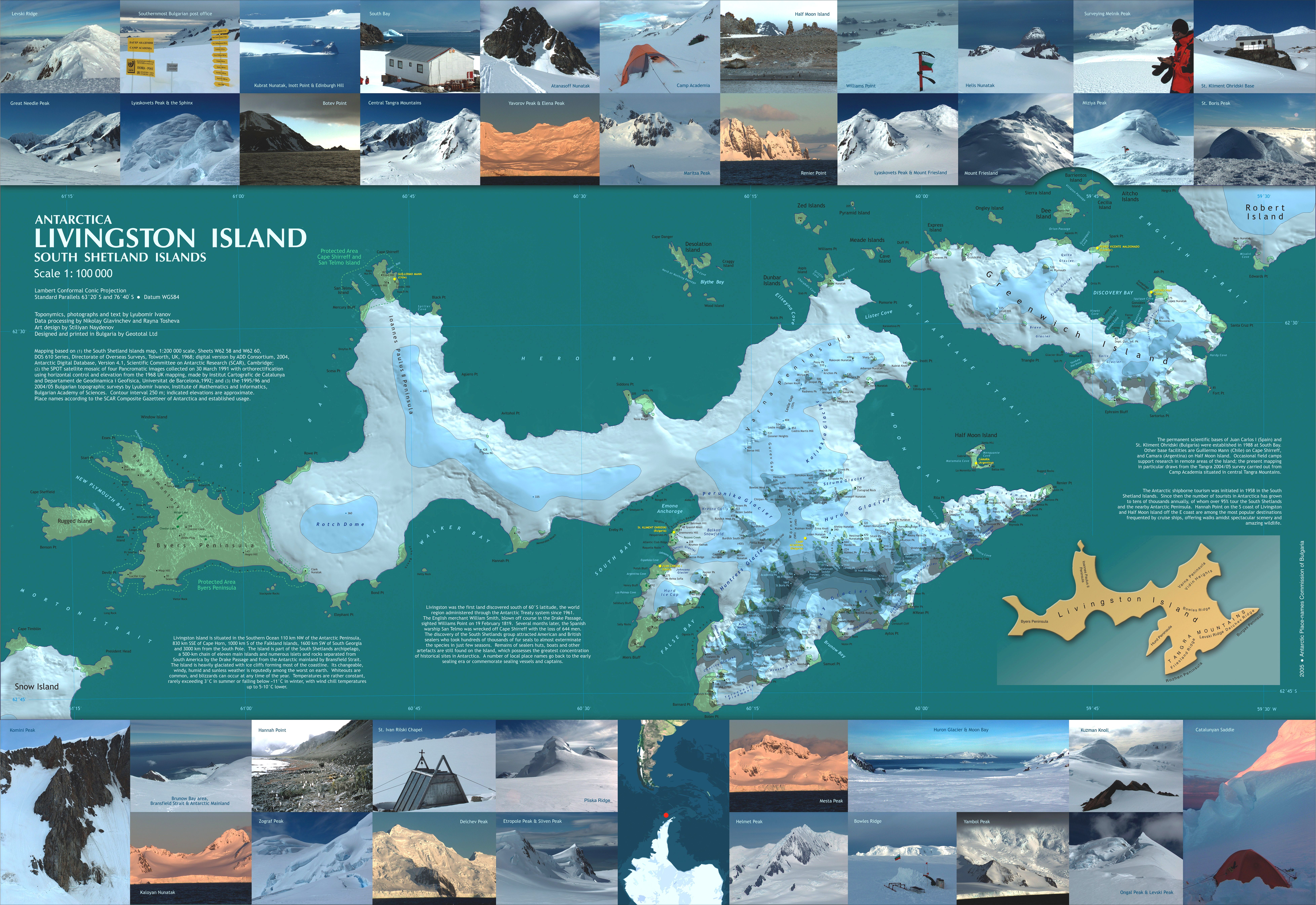
Приклад ілюстрованої карти
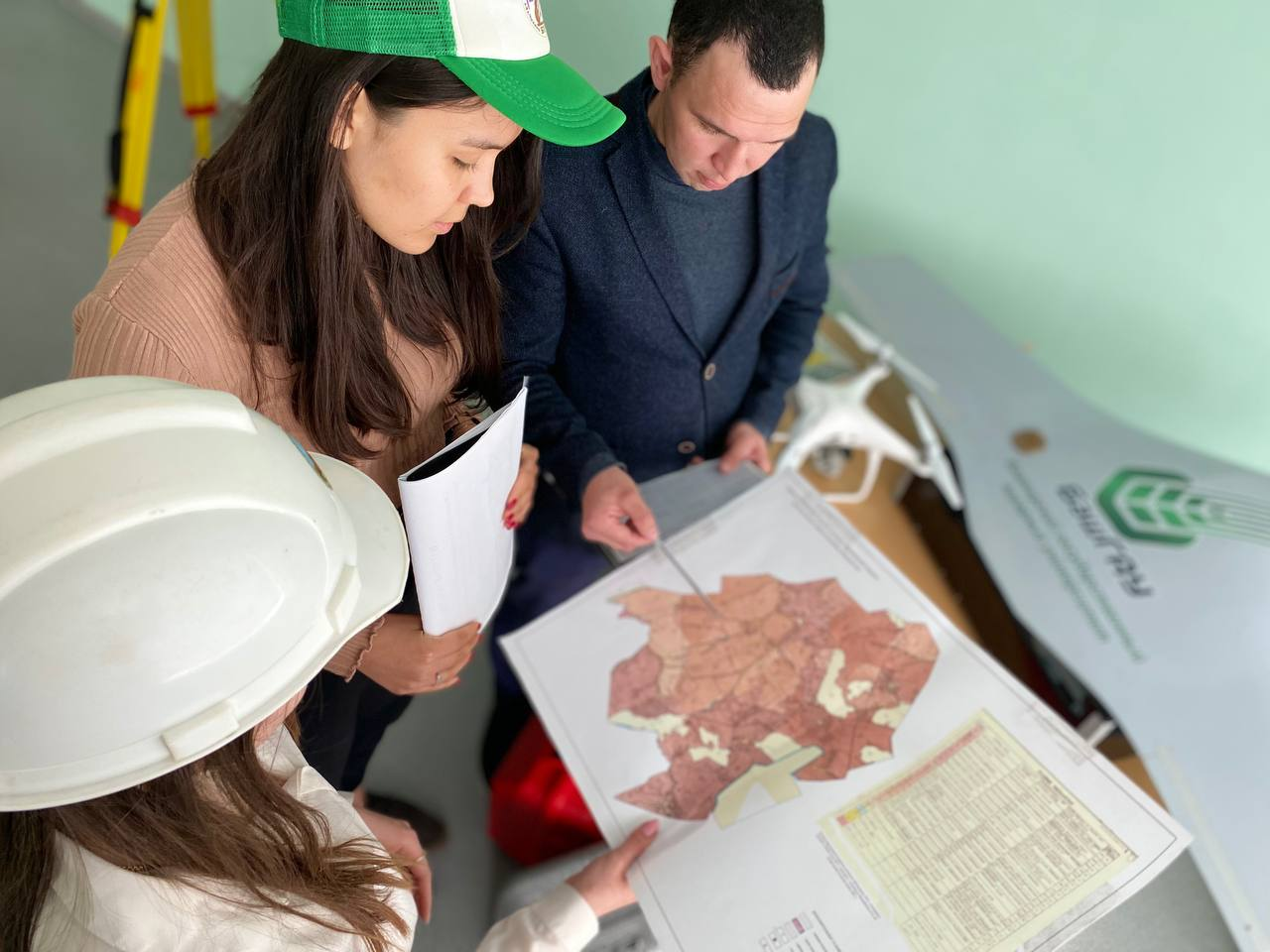
Крупномасштабна карта ґрунтового покриву
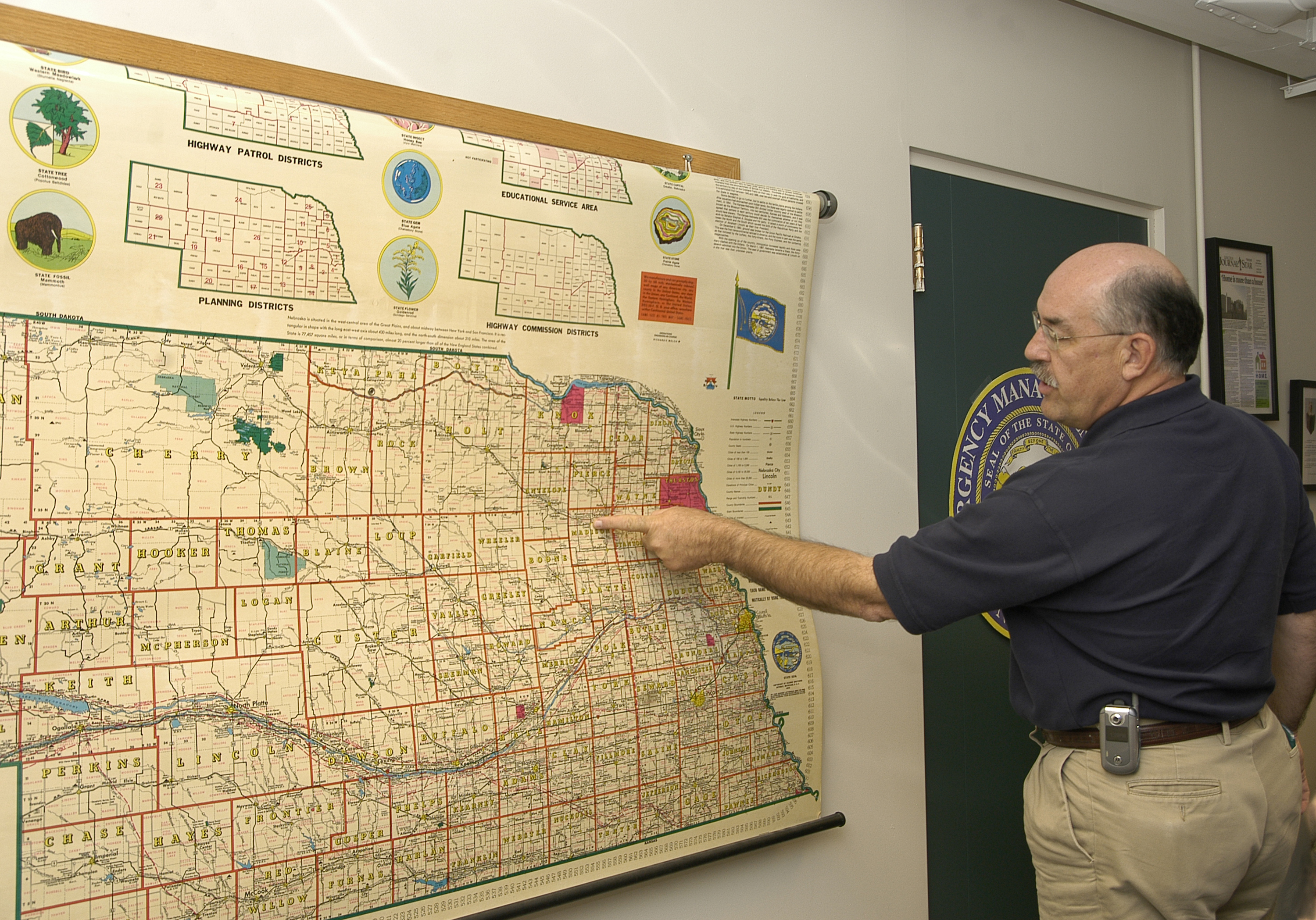
Політико-адміністративна карта штату Небраска (США)
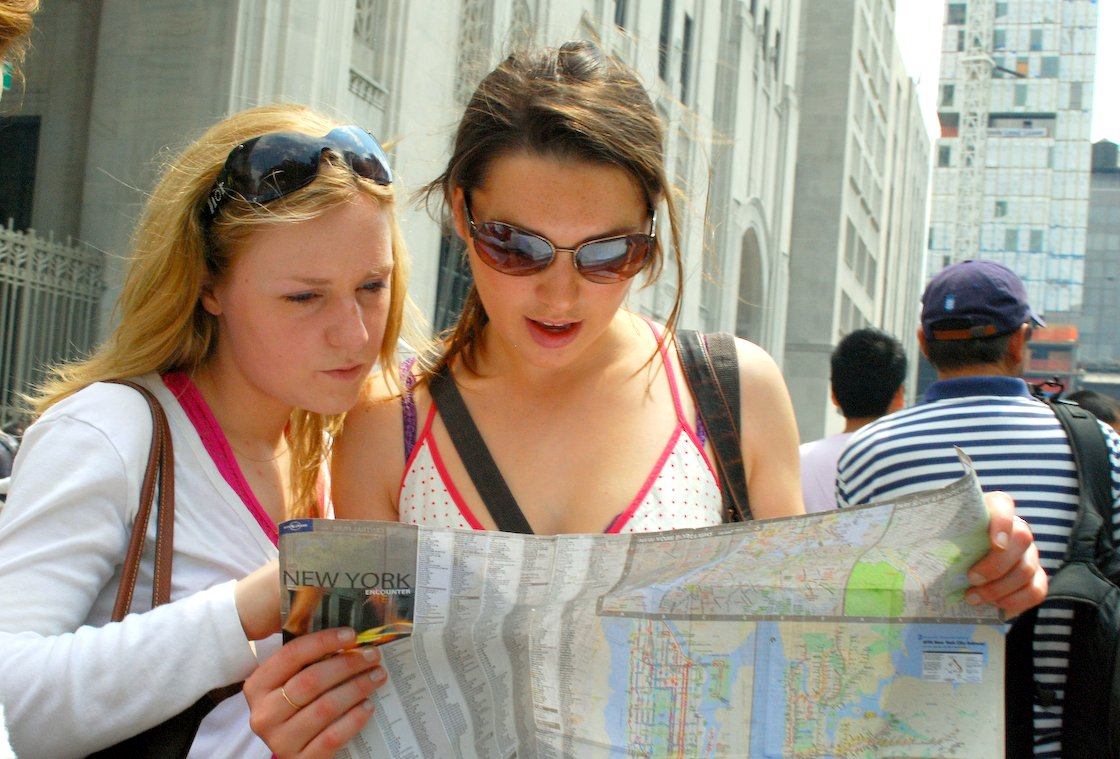
Використання туристських карт для орієнтування в місті
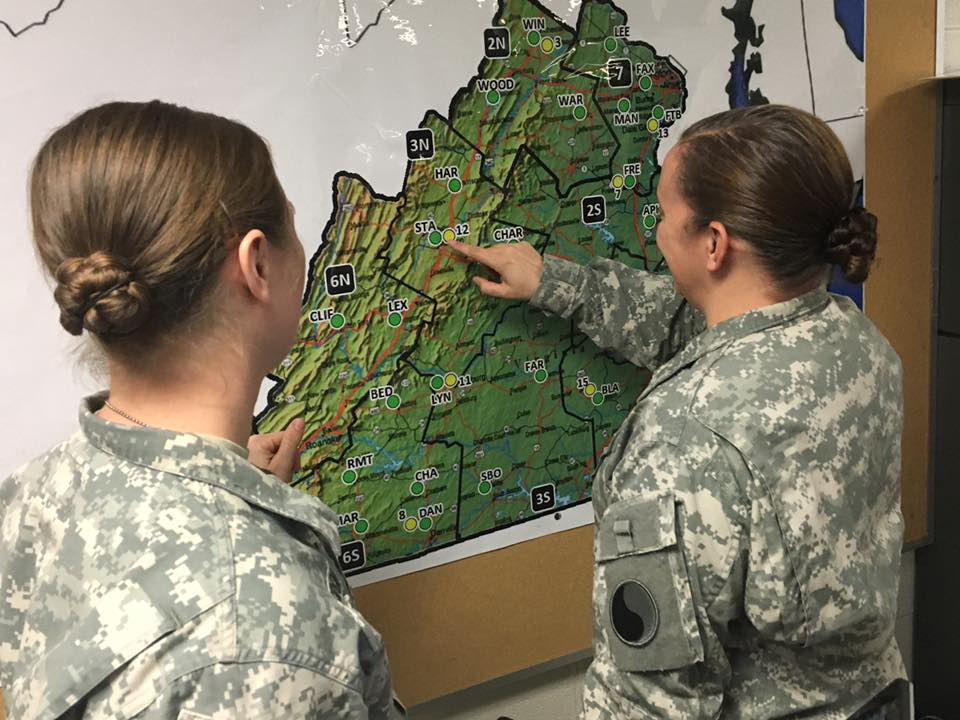
Використання карти для реагування на надзвичайні ситуації Нацгвардією США
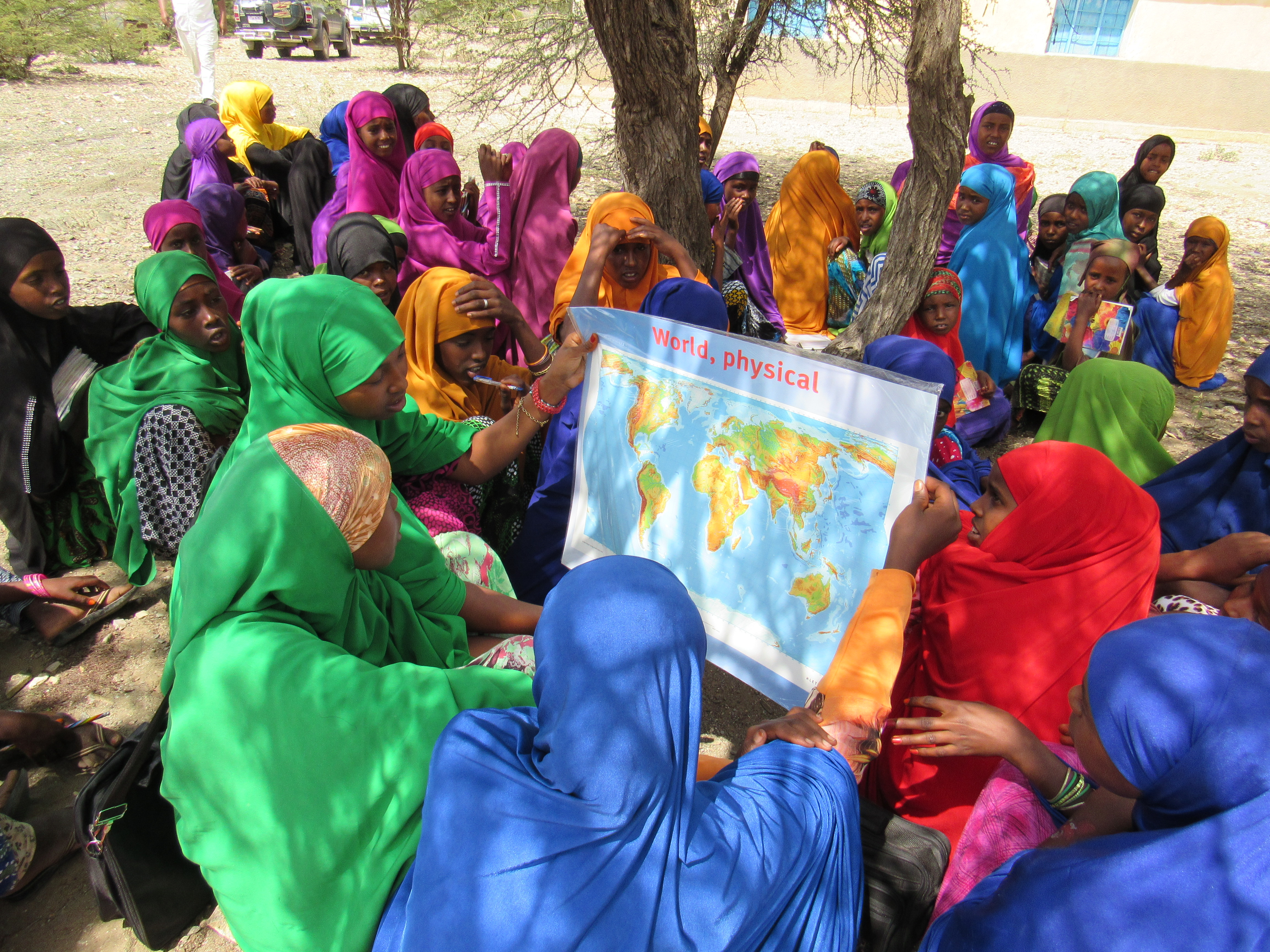
Навчальна карта на уроці в сомалійській школі

## Математична картографія
Цей розділ картографії вивчає способи відображення кривизни поверхні Землі на площині, розробляє вчення про математичну основу карти, тобто геометричні закони і властивості побудови картографічних зображень. Основними напрямками досліджень математичної картографії є теорія картографічних проєкцій (вивчаються властивості, види, методи оцінки, а також питання вибору і пошук відповідних проєкцій для різних карт), теорія географічних координат, опорні геодезичні пункти, масштаб і компоновка карт.

### Картографічні проєкції
Оскільки поверхня Землі має кінцеву кривизну, її не можна відобразити у площині із збереженням усіх просторових відношень одночасно: кутів між напрямками, відстані і площі поверхні. Можна зберегти лише деякі із цих співвідношень. Картографія досліджує способи зображення сферичної поверхні, насамперед Земної, на плоскій (наприклад, аркуші паперу), для чого розробляється теорія картографічних проєкцій.
Традиційними проєкціями в картографії вважаються конічна, азимутальна і циліндрична (щодо проєкцій земної поверхні та інших дво- чи три- вимірних поверхонь). Найвідомішою циліндричною проєкцією є проєкція Меркатора, що датується 1569 роком. Недолік цієї системи полягає в тому, що країни на різних широтах мають непропорційно великий вигляд, проте кути між паралелями та меридіанами зберігають значення 90°. 1973 року німецький історик Арно Петерс запропонував проєкцію Петерса, при якій країни світу залишаються у властивих їм зонах.

### Картометрія
Окремий розділ математичної картографії, що вивчає способи вимірювання і обчислення по картах відстаней, кутів, площ, висот, перевищень, географічних координат та інших кількісних характеристик об'єктів місцевості, які можуть сильно варіюватись від призначення карт, їхнього змісту.

## Цифрова картографія
Розділ картографії, що охоплює теорію і практику створення і використання цифрової картографічної продукції. Цифрова картографія є не стільки самостійним розділом картографії, скільки її інструментом, обумовленим сучасним рівнем розвитку технології. Цифрова картографія змінила способи візуалізації картографічних творів. Якщо раніше авторський оригінал карти креслився тушшю, тепер він викреслюється на екрані монітора комп'ютера.

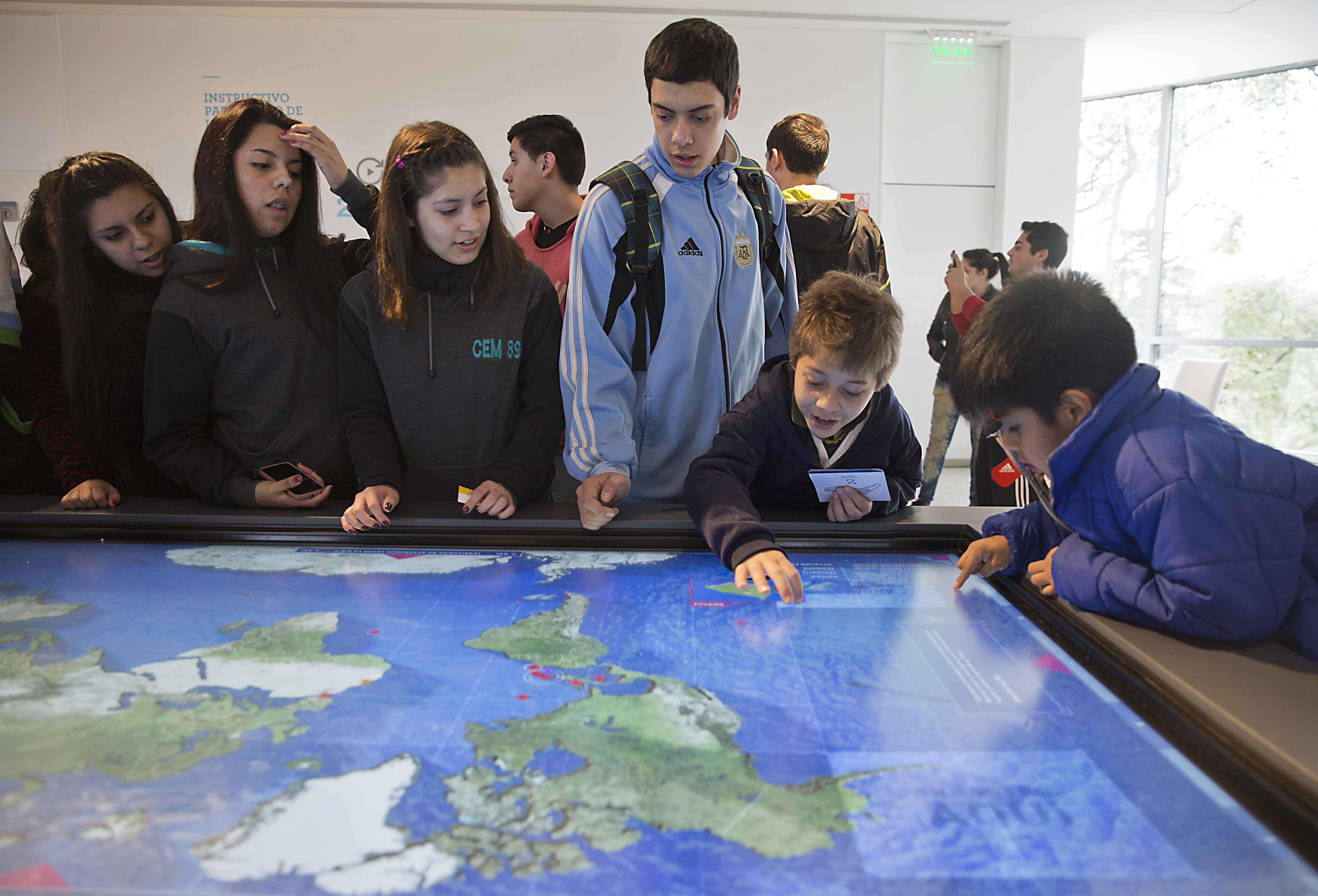
Інтерактивна карта світу в аргентинському музеї Мальвінських островів
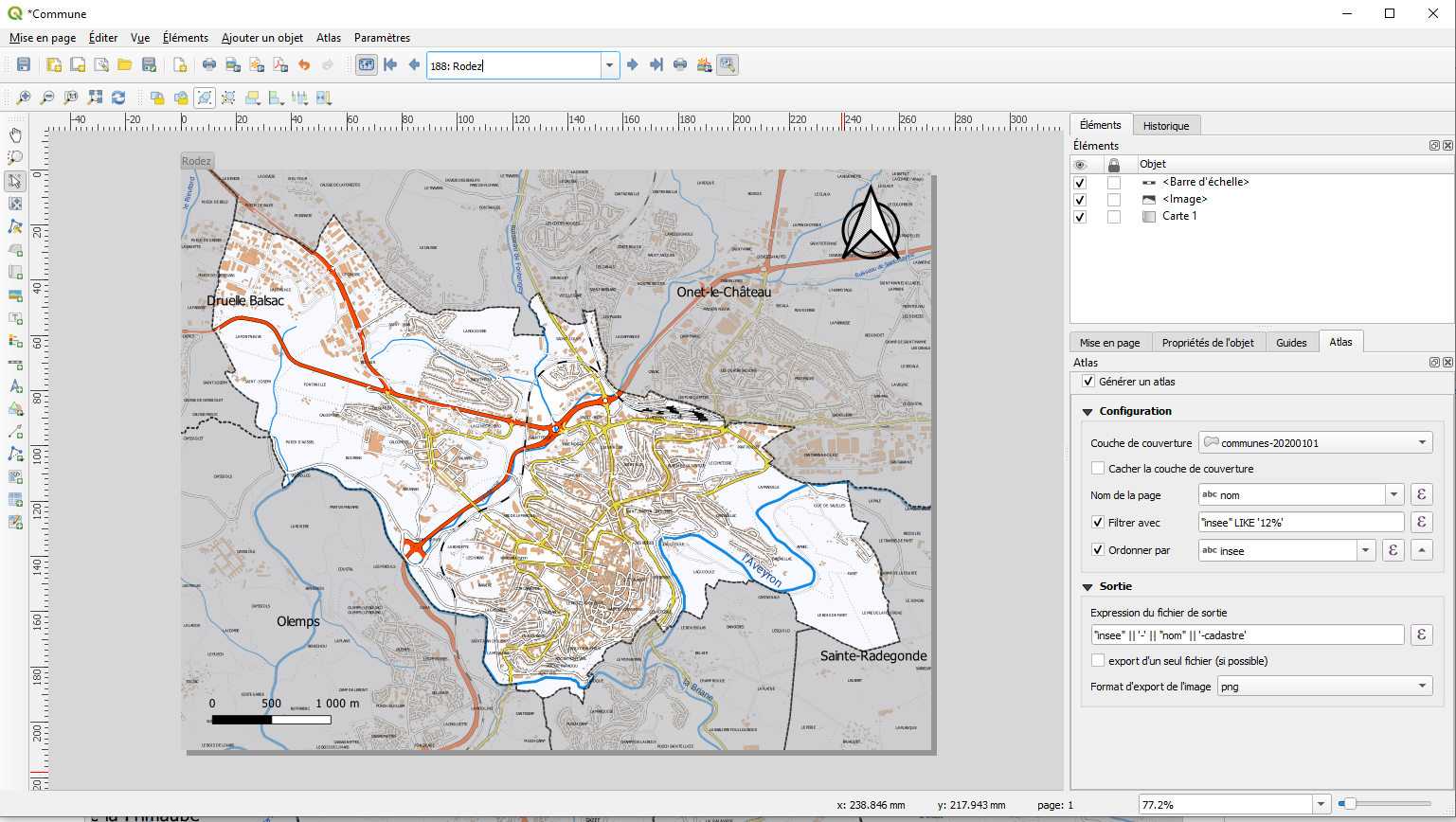
Інтерфейс вільної АКС QGIS
Принципова схема побудови карти в ГІС QGIS

### Картографічні системи
Для побудови цифрової карти використовують автоматизовані картографічні системи (АКС), створені на базі спеціального класу програмного забезпечення (GeoMedia і Modular GIS Environment від Intergraph, ArcGIS від ESRI, EasyTrace, Mapinfo тощо). Завдання картографічних систем і географічні інформаційні системи (ГІС), так як їх завдання різні. Завдання картографічних систем і географічних інформаційних систем (ГІС) різні. Однак на практиці один і той же набір програмного забезпечення є інтегрованим пакетом, що використовується для побудови як АКС, так і ГІС (ArcGIS, QGIS, GeoMedia, Modular GIS Environment).

## Картографічне виробництво
Цей розділ картографії розробляє методи і процеси камерального складання оригіналів карт; питання науково-технічного управління процесом виготовленням карт на всіх етапах. Вивчаються зображувальні засоби, що використовуються для передачі змісту карт, спираючись на графіку і кольорознавство. Розробляються методи і процеси відтворення і механічного розмноження карт (друк).
Основні цілі, які потрібно досягти під час виробництва карти:
- Встановити головну мету кінцевого твору. Відповідно до мети, обрати елементи місцевості, які потрібно обов'язково зобразити, а якими можна пожертвувати заради наочності. Аналогічно поводяться і з абстрактними елементами карти (кордони, межі, топоніми, характеристики природних і соціально-культурних об'єктів).
- Обрати картографічну проєкцію, що найбільш природно представить сферичну земну поверхню зображуваної місцевості на плоскому носії. Без зайвого викривлення просторового розташування об'єктів, відібраних на попередньому етапі.
- Провести картографічну генералізацію і зменшити відображувану складність характеристики реальної місцевості, виключити ті, які не відповідають меті першого пункту, спростити характеристики, які будуть порівнюватись кінцевим користувачем твору.
- Організувати (згрупувати, типізувати, класифікувати) елементи карти, для кращого сприйняття відображуваної інформації про місцевість, враховуючи також технологічні вимоги виробництва карти (різноформатного друку, представлення векторного зображення з урахуванням різноманіття технічних характеристик апаратного і програмного забезпечення у кінцевих споживачів).
- Скласти достатньої інформативності легенду карти.

### Картографування
Картографування — процес створення географічних та інших карт. Під цим терміном розуміють низку цілісних взаємопов'язаних заходів зі створення карти, зокрема, формулювання її тематики, розробка змісту, обґрунтування способів відтворення наявних даних (параметрів досліджуваних явищ), принципів генералізації, проєктування різних картографічних позначень. Загалом етапи картоскладання прописують у програмі майбутньої карти. Картографування, як область технічного дизайну, вивчає найбільш адекватні способи відображення картографічної інформації, тому вона тісно взаємопов'язана з психологією сприйняття, семіотикою іншими гуманітарними аспектами.

### Видання
Видання карт — окремий розділ картографічної науки, що розробляє методи і технологічні прийоми підготовки карт до друку, або цифрового видання, і власне технологія виробничого процесу. Теоретичні засади друкування карт базуються на фізико-хімічних науках і відносяться до області поліграфії.